# Lista odcinków serialu Głowa rodziny
Lista odcinków serialu Family Guy zawiera przekrój przez 21 sezonów serial emitowanego od 31 stycznia 1999 roku na stacji FOX.

## Sezon 1: 1999 zima/wiosna
| Np | Nazwa odcinka            | Premiera amerykańska | kod    | nr |
| --- | ------------------------ | -------------------- | ------ | -- |
| 1 | Death Has a Shadow       | 31 stycznia 1999     | 1ACX01 | 1  |
| Peter traci pracę po tym jak wypił za dużo na imprezie i zasnął w pracy. Robi wszystko, by Lois nie dowiedziała się prawdy. Peter wskutek urzędowej pomyłki otrzymuje ogromne pieniądze z tytułu zasiłku. Lois dowiaduje się całej prawdy i robi Peterowi awanturę. Wobec tego Peter wyrzuca pieniądze z sterowca w czasie Super Bowl, za co zostaje aresztowany. |                          |                      |        |    |
| 2 | I Never Met the Dead Man | 11 kwietnia 1999     | 1ACX02 | 2  |
| Kiedy Meg uczy się jeździć, Peter rozbija antenę telewizyjną nadającą sygnał dla całego miasta. Początkowo wariuje bez TV, ale z czasem odkrywa nowy aktywny styl życia poza domem, który denerwuje jego rodzinę. Tymczasem Stewie chce zniszczyć wszystkie brokuły na całym świecie.                                                                             |                          |                      |        |    |
| 3 | Chitty Chitty Death Bang | 18 kwietnia 1999     | 1ACX04 | 3  |
| Peter pozwala iść Meg na imprezę jej przyjaciół w dniu pierwszych urodzin Stewiego, co czyni Lois smutną. Meg nie wie, że uczestniczy w spotkaniu kultu. Lider kultu podąża za Peterem, kiedy ten zabiera Meg. Stewie omyłkowo bierze, go za doktora, który chce go z powrotem umieścić w macicy.                                                                 |                          |                      |        |    |
| 4 | Mind over Murder         | 25 kwietnia 1999     | 1ACX03 | 4  |
| Peter uderza ciężarną kobietę, biorąc ją za mężczyznę, podczas meczu i zostaje skazany na areszt domowy. Wobec tego, Peter buduje w piwnicy bar. Tymczasem Stewie buduje machinę czasu, by uniknąć bólu związanego z wyrastaniem zębów. |                          |                      |        |    |
| 5 | A Hero Sits Next Door    | 2 maja 1999          | 1ACX05 | 5  |
| Peter jest początkowo nieznośny dla nowego sąsiada: Joego Swansona, który przeprowadził się do Quahog. Jednak potem bierze go do drużyny softballowej. Okazuje się jednak, że Joe jest na wózku inwalidzkim. Mimo to Joe wygrywa mecz i staje się lokalnym bohaterem.                                                                                             |                          |                      |        |    |
| 6 | The Son Also Draws       | 9 maja 1999          | 1ACX06 | 6  |
| Peter zabiera rodzinę do Nowego Jorku, by Chrisa znowu przyjęto do Młodych Skautów. W drodze Peter robi przystanek przy Indiańskim Kasynie. Lois przegrywa samochód, przez co Peter musi doświadczyć duchowej podróży, by udowodnić, że jest członkiem indiańskiego plemienia.                                                                                    |                          |                      |        |    |
| 7 | Brian: Portrait of a Dog | 16 maja 1999         | 1ACX07 | 7  |
| Brian chowa swoją dumę, kiedy Peter prosi go, by wziął udział w konkursie dla psów. Za wygrane pieniądze Peter chce kupić klimatyzację. Brian, przy wykonywaniu jednej ze sztuczek poczuł się urażony i postanowił odejść z domu. Zaczyna walczyć o swoje prawa.                                                                                                  |                          |                      |        |    |

## Sezon 2: 1999–2000
| Np | Nazwa odcinka                    | Premiera amerykańska | kod     | nr |
| --- | -------------------------------- | -------------------- | ------- | -- |
| 1 | Peter, Peter, Caviar Eater       | 23 września 1999     | 1ACX08  | 8  |
| Lois dziedziczy dom letniskowy po zmarłej ciotce. Brian pomaga Peterowi stać się eleganckim i kulturalnym człowiekiem. Jednak nowe wcielenie Petera nie przypada do gustu Lois. Peter kupuje za $100 milionów siedemnastowieczną wazę i nie wie jak ją spłacić.                                             |                                  |                      |         |    |
| 2 | Holy Crap                        | 30 września 1999     | 1ACX011 | 9  |
| Religijny ojciec Petera, Francis przechodzi na emeryturę. Jest on bardzo nietolerancyjny wobec Lois, która jest protestantką. Peter chce spędzić jak najwięcej czasu z ojcem, jednak ten go ignoruje. W końcu postanawia porwać papieża, by ten rozwiązał konflikt.                                         |                                  |                      |         |    |
| 3 | Da Boom                          | 26 grudnia 1999      | 2ACX06  | 10 |
| W tym wyśnionym epizodzie, Peter boi się pluskwy milenijnej roku 2000. Po katastrofie nuklearnej Peter, by przeżyć musi znaleźć fabrykę Twinkle, gdzie zakłada nowe miasto. W tym epizodzie ukazana jest walka Petera z Wielkim Kurczakiem, Erniem.                                                         |                                  |                      |         |    |
| 4 | Brian in Love                    | 7 marca 2000         | 2ACX01  | 11 |
| Stewie zostawia po sobie ślady uryny w całym domu, więc Peter postanawia nauczyć go korzystania z toalety. Okazuje się jednak, że to wina Briana. Brian udaje się na terapię i odkrywa, że musi udać się w podróż, by odszukać siebie.                                                                      |                                  |                      |         |    |
| 5 | Love Thy Trophy                  | 14 marca 2000        | 1ACX13  | 12 |
| Sąsiedzi walczą o zwycięstwo w paradzie. Jednak ktoś kradnie ich trofeum i zaczynają się obwiniać. Tymczasem Meg znajduje pracę jako kelnerka, by kupić sobie torebkę Prady. Chcąc dostawać większe napiwki mówi wszystkim, że Stewie jest jej synem uzależnionym od cracku.                                |                                  |                      |         |    |
| 6 | Death Is a Bitch                 | 21 marca 2000        | 1ACX14  | 13 |
| Peter odwiedza szpital. By nie płacić za wizytę wpisuje, że jest martwy. Jednak przychodzi po niego Śmierć, która wskutek pogoni za Peterem doznaje kontuzji. Peter musi przejąć jej obowiązki, by ludzie nie byli nieśmiertelni.                                                                           |                                  |                      |         |    |
| 7 | The King Is Dead                 | 28 marca 2000        | 1ACX15  | 14 |
| Lois zostaje wybrana na nowego dyrektora artystycznego grupy Gracze Quahog. Jako pierwsze przedstawienie postanawia ukazać „Król i Ja”. Peter zostaje mianowany przez Lois producentem, by trzymać go z dala od planu. Jednak jego pomysły są na tyle dobre, że zostaje nowym dyrektorem.                   |                                  |                      |         |    |
| 8 | I Am Peter, Hear Me Roar         | 28 marca 2000        | 2ACX02  | 15 |
| Po opowiedzeniu paru seksistowskich żartów w pracy, Peter zostaje wysłany na obóz dla kobiet, by stać się wrażliwym i czułym. Lois początkowo się to podoba, jednak z czasem ma tego dosyć. Postanawia zrobić wszystko, by wrócił stary Peter.                                                              |                                  |                      |         |    |
| 9 | If I'm Dyin', I'm Lyin'          | 4 kwietnia 2000      | 1ACX12  | 16 |
| Kiedy ulubiony serial telewizyjny Petera i Chrisa zostaje zdjęty z anteny, oboje postanawiają zgłosić się do „Grant-A-Dream Foundation”, by spełnili ostatnie życzenie „umierającego” Chrisa. Kiedy oszustwo ma wyjść na jaw, Peter mówi, że uzdrowił syna. Wtedy ludzie zaczynają go czcić.                |                                  |                      |         |    |
| 10 | Running Mates                    | 11 kwietnia 2000     | 1ACX09  | 17 |
| Lois startuje na przewodniczącą Rady Szkoły. Jednak Peter również startuje w tych wyborach, by przywrócić do pracy swojego ulubionego nauczyciela. Po nieczystej walce wygrywa Peter. Jednak sprawy przybierają zły obrót, gdy okazuje się, że Chris przyniósł do szkoły pornografię, którą dostał od ojca. |                                  |                      |         |    |
| 11 | A Picture is Worth a 1,000 Bucks | 18 kwietnia 2000     | 2ACX07  | 18 |
| Peter zaczyna martwić się tym, że jego nazwisko nie zastanie zapamiętane. Chris maluje ojcu obraz, który zostaje wystawiony na wystawie. Peter postanawia wykorzystać talent Chrisa do własnych celów. Zabiera rodzinę do Nowego Jorku, by uczynić Chrisa sławnym.                                          |                                  |                      |         |    |
| 12 | Fifteen Minutes of Shame         | 25 kwietnia 2000     | 2ACX08  | 19 |
| Po tym jak Meg zostaje zawstydzona przez rodzinę, postanawia zgłosić ich do programu, by się zemścić. Producent postanawia zrobić reality show w domu Griffinów. Zła Meg postanawia opuścić show. |                                  |                      |         |    |
| 13 | Road to Rhode Island             | 30 maja 2000         | 2ACX12  | 20 |
| Brian wyrusza do Kalifornii, by zabrać Stewiego z domu dziadków. Jednak gubią bilety lotnicze i muszą wrócić na własnych nogach. Tymczasem Peter ogląda kasety mające pomóc małżeństwom z problemami. |                                  |                      |         |    |
| 14 | Let’s Go to the Hop              | 6 czerwca 2000       | 2ACX04  | 21 |
| Peter wraca do liceum jako student, by powstrzymać młodych ludzi przed „lizaniem żaby”. Zyskuje wielką popularność w szkole Meg, która chce się z nim udać na tańce. Jednak Peter idzie z Connie D’Amico, najpopularniejszą dziewczyną w szkole.                                                            |                                  |                      |         |    |
| 15 | Dammit Janet!                    | 13 czerwca 2000      | 2ACX09  | 22 |
| Stewie zostaje wysłany do przedszkola, by nauczyć się żyć w społeczeństwie. Zakochuje się tam w dziewczynce o imieniu Janet. Lois mając więcej wolnego czasu postanawia znaleźć pracę. Zostaje stewardesą, a Peter korzysta z darmowych lotów.                                                              |                                  |                      |         |    |
| 16 | There’s Something About Paulie   | 27 czerwca 2000      | 1ACX10  | 23 |
| Peter, by spłacić dług mafii musi zająć się gangsterem – Wielkim Grubym Pauliem. Lois postanawia zerwać ich przyjaźń, wskutek czego zostaje wydany nakaz zabójstwa Lois. Peter musi znaleźć sposób, by jego żona nie została zabita.                                                                        |                                  |                      |         |    |
| 17 | He's Too Sexy for His Fat        | 27 czerwca 2000      | 2ACX10  | 24 |
| Chris uważa, że jest za gruby i postanawia przejść na dietę. Peter przechodzi operację plastyczną. Nowy, przystojny Peter zaczyna zrażać do siebie rodzinę, jednak Lois nie może oprzeć się jego ciału. Tymczasem Stewie zaczyna przybierać na wadze, by zdenerwować Chrisa.                                |                                  |                      |         |    |
| 18 | E. Peterbus Unum                 | 12 lipca 2000        | 2ACX13  | 25 |
| Peter odkrywa, że działka na której stoi jego dom nie należy do terytorium USA. Peter postanawia założyć własny kraj – Petorię. By zdobyć szacunek Peter wypowiada wojnę USA i anektuje basen Joego. |                                  |                      |         |    |
| 19 | The Story on Page One            | 18 lipca 2000        | 2ACX14  | 26 |
| Meg, by dostać się na Uniwersytet Browna, postanawia zacząć pracę w gazetce szkolnej. Peter podmienia jej oryginalny artykuł na inny na temat homoseksualizmu Luke’a Perry’ego. Meg ma problem z tego powodu, a Peter stara się udowodnić, że to prawda.                                                    |                                  |                      |         |    |
| 20 | Wasted Talent                    | 25 lipca 2000        | 2ACX15  | 27 |
| Peter znajduje bilet umożliwiający odwiedziny w Browarze Pawtucket (tak jak w Charlie i fabryka czekolady). Tymczasem Lois szuka kandydata, który mógłby wystąpić w konkursie fortepianowym. Okazuje się, że Peter, będąc pijanym gra profesjonalnie.                                                       |                                  |                      |         |    |
| 21 | Fore Father                      | 1 sierpnia 2000      | 2ACX16  | 28 |
| Peter uczy Chrisa odpowiedzialności i znajduje mu pracę na polu golfowym. Odkrywa jednak, że syn Clevelanda ma talent do gry w golfa. Postanawia zostać jego nauczycielem. Chris szuka nowego ojca w Quagmirze.                                                                                             |                                  |                      |         |    |

## Sezon 3: 2001–2003
| Np | Nazwa odcinka                                | Premiera amerykańska | kod    | nr |
| --- | -------------------------------------------- | -------------------- | ------ | -- |
| 1 | The Thin White Line (1)                      | 11 lipca 2001        | 2ACX17 | 29 |
| Brian pracuje jako pies policyjny, ale uzależnia się od narkotyków.                                                                                |                                              |                      |        |    |
| 2 | Brian Does Hollywood (2)                     | 18 lipca 2001        | 2ACX20 | 30 |
| Brian przeprowadza się do Los Angeles i zostaje reżyserem.                                                                                         |                                              |                      |        |    |
| 3 | Mr. Griffin Goes to Washington               | 25 lipca 2001        | 2ACX11 | 31 |
| Peter wyrusza do Waszyngtonu jako lobbysta branży tytoniowej.                                                                                      |                                              |                      |        |    |
| 4 | One If by Clam, Two If by Sea                | 1 sierpnia 2001      | 2ACX19 | 32 |
| Ulubiony bar Petera zmienia się w angielski pub. Nowy właściciel zaleca się do Lois.                                                               |                                              |                      |        |    |
| 5 | And the Wiener Is…                           | 8 sierpnia 2001      | 2ACX22 | 33 |
| Peter jest pewien, że Chris nie przebije go w żadnej konkurencji do momentu, gdy zauważa, że jego syn ma większego penisa.                         |                                              |                      |        |    |
| 6 | Death Lives                                  | 15 sierpnia 2001     | 2ACX21 | 34 |
| W rocznicę ślubu Peter wysyła żonę na podchody, aby w tym czasie pograć w golfa. Po wypadku ponownie spotyka Śmierć.                               |                                              |                      |        |    |
| 7 | Lethal Weapons                               | 22 sierpnia 2001     | 2ACX18 | 35 |
| Spokój w Quahog zostaje przerwany, gdy nadchodzi jesień i miasto odwiedza tłum nowojorczyków.                                                      |                                              |                      |        |    |
| 8 | The Kiss Seen Around the World               | 29 sierpnia 2001     | 3ACX02 | 36 |
| Lokalna stacja TV poszukuje stażystów, pracę dostaje m.in. Meg zakochana w dziennikarzu.                                                           |                                              |                      |        |    |
| 9 | Mr. Saturday Knight                          | 5 września 2001      | 3ACX04 | 37 |
| Zwolniony z fabryki Peter postanawia spełnić swoje marzenie i zatrudnić się w średniowiecznym lunaparku.                                           |                                              |                      |        |    |
| 10 | A Fish out of Water                          | 19 września 2001     | 3ACX05 | 38 |
| Peter zaczyna karierę rybaka, a w tym czasie Meg i Lois jadą na wiosenne ferie.                                                                    |                                              |                      |        |    |
| 11 | Emission Impossible                          | 8 października 2001  | 3ACX01 | 39 |
| Lois i Peter decydują się na kolejne dziecko, a Stewie próbuje do tego nie dopuścić.                                                               |                                              |                      |        |    |
| 12 | To Live and Die in Dixie                     | 15 października 2001 | 3ACX09 | 40 |
| Kiedy włamywacz grozi śmiercią Chrisowi, rodzina w ramach programu ochrony świadków wyprowadza się na głębokie Południe.                           |                                              |                      |        |    |
| 13 | Screwed the Pooch                            | 29 października 2001 | 3ACX08 | 41 |
| Rodzina odwiedza rodziców Lois. |                                              |                      |        |    |
| 14 | Peter Griffin: Husband, Father…Brother?      | 6 grudnia 2001       | 3ACX06 | 42 |
| Peter odkrywa, że ma czarnego przodka. |                                              |                      |        |    |
| 15 | Ready, Willing, and Disabled                 | 20 grudnia 2001      | 3ACX07 | 43 |
| Joe bierze udział w zawodach dla niepełnosprawnych. Meg, Chris i Stewie walczą o znalezione pieniądze.                                             |                                              |                      |        |    |
| 16 | A Very Special Family Guy Freakin' Christmas | 21 grudnia 2001      | 2ACX03 | 44 |
| Jak co roku, wszystkich dopada przedświąteczna gorączka.                                                                                           |                                              |                      |        |    |
| 17 | Brian Wallows and Peter’s Swallows           | 17 stycznia 2002     | 3ACX03 | 45 |
| Brian opiekuje się zamkniętą w sobie staruszką, podczas gdy Peter hoduje ptaki w swojej brodzie.                                                   |                                              |                      |        |    |
| 18 | From Method to Madness                       | 24 stycznia 2002     | 3ACX11 | 46 |
| Stewie zostaje gwiazdą śpiewając w duecie z Olivią. Meg spotyka się z Jeffem, nudystą.                                                             |                                              |                      |        |    |
| 19 | Stuck Together, Torn Apart                   | 31 stycznia 2002     | 3ACX10 | 47 |
| Peter i Lois próbują poradzić sobie z wzajemną zazdrością, a Brian i Stewie przypadkowo sklejają się bardzo mocnym klejem.                         |                                              |                      |        |    |
| 20 | Road to Europe (European Road Show)          | 7 lutego 2002        | 3ACX13 | 48 |
| Peter i Lois jadą na koncert Kiss, a Brian i Stewie podróżują do Londynu.                                                                          |                                              |                      |        |    |
| 21 | Family Guy Viewer Mail #1                    | 14 lutego 2002       | 3ACX12 | 49 |
| Trzy krótkie historie oparte na pomysłach widzów.                                                                                                  |                                              |                      |        |    |
| 22 | When You Wish upon a Weinstein               | 6 sierpnia 2003      | 2ACX05 | 50 |
| Peter modli się o Żyda, aby pomógł mu w zarządzaniu domowym budżetem. Postanawia „przechrzcić” Chrisa na judaizm, aby odniósł on sukces finansowy. |                                              |                      |        |    |

## Sezon 4: 2005–2006
| Np | Nazwa odcinka                                 | Premiera amerykańska | kod    | nr |
| --- | --------------------------------------------- | -------------------- | ------ | -- |
| 1 | North by North Quahog                         | 1 maja 2005          | 4ACX01 | 51 |
| Peter i Lois jadą na drugi miesiąc miodowy. |                                               |                      |        |    |
| 2 | Fast Times at Buddy Cianci Jr. High           | 8 maja 2005          | 4ACX02 | 52 |
| Brian zostaje nauczycielem w klasie z trudną młodzieżą, w tym czasie Chris zakochuje się w swojej nauczycielce.                                                                            |                                               |                      |        |    |
| 3 | Blind Ambition                                | 15 maja 2005         | 4ACX04 | 53 |
| Peter połyka miedziane monety aby pobić rekord świata, ale w konsekwencji traci wzrok. |                                               |                      |        |    |
| 4 | Don’t Make Me Over                            | 5 czerwca 2005       | 4ACX03 | 54 |
| Meg wygrywa casting na zmianę wyglądu. Rodzina staje się zespołem muzycznym. |                                               |                      |        |    |
| 5 | The Cleveland-Loretta Quagmire                | 12 czerwca 2005      | 4ACX08 | 55 |
| Loretta zdradza Clevelanda z Quagmirem. Zdradzony mąż postanawia się zemścić. |                                               |                      |        |    |
| 6 | Petarded                                      | 19 czerwca 2005      | 4ACX09 | 56 |
| Peter wierząc w swój geniusz, robi test na IQ. Wyniki wskazują jednak, że jest upośledzony umysłowo. Postanawia wykorzystać swoją ułomność.                                                |                                               |                      |        |    |
| 7 | Brian the Bachelor                            | 26 czerwca 2005      | 4ACX10 | 57 |
| Brian dostaje się do programu The Bachelorette. Chrisowi wyskakuje pryszcz, który okazuje się mieć własny rozum.                                                                           |                                               |                      |        |    |
| 8 | 8 Simple Rules for Buying My Teenage Daughter | 10 lipca 2005        | 4ACX11 | 58 |
| Peter sprzedaje Meg rodzinie Goldmanów, w tym czasie Lois poszukuje opiekunki do dzieci.                                                                                                   |                                               |                      |        |    |
| 9 | Breaking Out Is Hard to Do                    | 17 lipca 2005        | 4ACX12 | 59 |
| Lois uzależnia się od kradzieży sklepowych i kończy w więzieniu. Udaje jej się zbiec i wraz z rodziną ukrywa się w „Asiantown”.                                                            |                                               |                      |        |    |
| 10 | Model Misbehavior                             | 24 lipca 2005        | 4ACX13 | 60 |
| Lois spełnia swoje marzenie i zostaje modelką. Stewie zakłada firmę marketingową i zatrudnia w niej Briana jako sprzedawcę.                                                                |                                               |                      |        |    |
| 11 | Peter’s Got Woods                             | 11 września 2005     | 4ACX14 | 61 |
| Brian zakochuje się w jednej z nauczycielek. Peter zostaje przyjacielem Jamesa Woodsa, przez co zaniedbuje Briana.                                                                         |                                               |                      |        |    |
| 12 | The Perfect Castaway                          | 18 września 2005     | 4ACX15 | 62 |
| Podczas wyprawy morskiej Peter i jego kumple lądują na bezludnej wyspie. Wiele miesięcy później zostają uratowani, ale po powrocie do domu okazuje się, że Brian poślubił Lois.            |                                               |                      |        |    |
| 13 | Jungle Love                                   | 25 września 2005     | 4ACX16 | 63 |
| Chris obawia się pierwszego dnia w nowej szkole. Postanawia uciec do Ameryki Południowej i poznaje tam dziewczynę. Tymczasem Peter dostaje pracę w browarze.                               |                                               |                      |        |    |
| 14 | PTV                                           | 6 listopada 2005     | 4ACX17 | 64 |
| Peter zakłada własną stację telewizyjną, ale Federalna Komisja Łączności (FCC) zamyka stację i zaczyna cenzurować życie Griffinów.                                                         |                                               |                      |        |    |
| 15 | Brian Goes Back to College                    | 13 listopada 2005    | 4ACX18 | 65 |
| Brian dostaje pracę w czasopiśmie The New Yorker. Natychmiast zostaje zwolniony, bo nie skończył studiów. Postanawia wrócić na uczelnię.                                                   |                                               |                      |        |    |
| 16 | The Courtship of Stewie's Father              | 20 listopada 2005    | 4ACX19 | 66 |
| Stewie zaczyna iść w ślady ojca, w tym czasie Chris pracuje dla Herberta – dziadka pedofila.                                                                                               |                                               |                      |        |    |
| 17 | The Fat Guy Strangler                         | 27 listopada 2005    | 4ACX20 | 67 |
| Lois spotyka dawno zaginionego brata. Peter zakłada Stowarzyszenie na rzecz otyłych ludzi.                                                                                                 |                                               |                      |        |    |
| 18 | The Father, the Son, and the Holy Fonz        | 18 grudnia 2005      | 4ACX22 | 68 |
| Peter zakłada własny kościół oparty na jego wierze w Fonziego z serialu Happy Days. |                                               |                      |        |    |
| 19 | Brian Sings and Swings                        | 8 stycznia 2006      | 4ACX21 | 69 |
| Brian rozpoczyna karierę śpiewając razem z Frankiem Sinatrą Juniorem. Meg uznaje się za lesbijkę.                                                                                          |                                               |                      |        |    |
| 20 | Patriot Games                                 | 29 stycznia 2006     | 4ACX25 | 70 |
| Peter staje się graczem drużyny New England Patriots. Stewie zostaje bukmacherem sportowym.                                                                                                |                                               |                      |        |    |
| 21 | I Take Thee Quagmire                          | 12 marca 2006        | 4ACX23 | 71 |
| Gdy Peter wygrywa na tydzień darmową pomoc domową, Quagmire zakochuje się w przysłanej sprzątaczce i decyduje się ją poślubić. Peter usiłuje im w tym przeszkodzić.                        |                                               |                      |        |    |
| 22 | Sibling Rivalry                               | 26 marca 2006        | 4ACX24 | 72 |
| Peter po wazektomii przestaje interesować się seksem, co powoduje, że Lois przybiera na wadze. Oddanie wcześniej nasienia do banku spermy prowadzi do narodzin Bertrama – rywala Stewiego. |                                               |                      |        |    |
| 23 | Deep Throats                                  | 9 kwietnia 2006      | 4ACX26 | 73 |
| Brian próbuje przekonać Meg, że burmistrz West jest skorumpowany, gdy ta zaczyna dla niego pracować. Peter i Lois zaczynają brać narkotyki, żeby powrócić do swoich muzykalnych lat.       |                                               |                      |        |    |
| 24 | Peterotica                                    | 23 kwietnia 2006     | 4ACX27 | 74 |
| Peter zaczyna pisać powieści erotyczne, co kończy się pozwaniem Cartera, zostawiając go bez pieniędzy i zmuszając do życia jak zwykła osoba.                                               |                                               |                      |        |    |
| 25 | You May Now Kiss The…Uh…Guy Who Receives      | 30 kwietnia 2006     | 4ACX28 | 75 |
| Kiedy kuzyn Briana, gej Jasper, przybywa do Quahog żeby poślubić chłopaka, burmistrz West próbuje temu zapobiec.                                                                           |                                               |                      |        |    |
| 26 | Petergeist                                    | 7 maja 2006          | 4ACX29 | 76 |
| Peter budując kino domowe znajduje indiański cmentarz. Wykopana czaszka powoduje nawiedzenie domu przez duchy.                                                                             |                                               |                      |        |    |
| 27 | Untitled Griffin Family History               | 14 maja 2006         | 4ACX30 | 77 |
| Podczas gdy Meg jest przetrzymywana przez włamywaczy, zamknięta na strychu rodzina słucha opowieści o przodkach Griffinów.                                                                 |                                               |                      |        |    |
| 28 | Stewie B. Goode                               | 21 maja 2006         | 4ACX05 | 78 |
| Po doświadczeniu śmierci klinicznej Stewie stara się być miły dla rodziny. W międzyczasie Peter dostaje pracę w telewizji.                                                                 |                                               |                      |        |    |
| 29 | Bango Was His Name Oh!                        | 21 maja 2006         | 4ACX06 | 79 |
| Stewie i Brian wyruszają z Quagmirem w podróż po tym, jak Stewie zobaczył w telewizji kogoś, kto mógłby być jego prawdziwym ojcem. Peter i Lois pomagają dzieciom umawiać się na randki.   |                                               |                      |        |    |
| 30 | Stu and Stewie's Excellent Adventure          | 21 maja 2006         | 4ACX07 | 80 |
| Stewie wyrusza 35 lat w przyszłość ze swoim przyszłym sobą, Stu. Potem próbuje zmienić własne losy co prowadzi go do zmian w przeszłości                                                   |                                               |                      |        |    |

## Sezon 5: 2006–2007
| Np | Nazwa odcinka                               | Premiera amerykańska | kod     | nr |
| --- | ------------------------------------------- | -------------------- | ------- | -- |
| 1 | Stewie Loves Lois                           | 10 września 2006     | 4ACX32  | 81 |
| Stewie zaczyna lubić Lois po tym, jak ta naprawia jego misia Ruperta, lecz po pewnym czasie Lois ma go dość. Peter poddaje się badaniu prostaty.                                                      |                                             |                      |         |    |
| 2 | Mother Tucker                               | 17 września 2006     | 4ACX31  | 82 |
| Matka Petera rozwodzi się. Peter zaczyna interesować się jej nowym przyjacielem, Tomem Tuckerem. W tym samym czasie Brian i Stewie rozpoczynają nadawanie własnej audycji radiowej.                   |                                             |                      |         |    |
| 3 | Hell Comes to Quahog                        | 24 września 2006     | 4ACX33  | 83 |
| Meg jest zmuszona podjąć pracę w nowym supermarkecie po tym, jak Peter przeznacza jej kieszonkowe na kupno czołgu.                                                                                    |                                             |                      |         |    |
| 4 | Saving Private Brian                        | 5 listopada 2006     | 4ACX34  | 84 |
| Stewie i Brian zaciągają się do wojska. Przechodzą szkolenie i zostają wysłani do Iraku. |                                             |                      |         |    |
| 5 | Whistle While Your Wife Works               | 12 listopada 2006    | 4ACX35  | 85 |
| Gdy Peter zostaje ranny po zabawie fajerwerkami, Lois zatrudnia się w browarze aby pomóc mężowi w pracy. W tym czasie Brian zaczyna się spotykać z piękną lecz nierozgarniętą Jillian.                |                                             |                      |         |    |
| 6 | Prick Up Your Ears (Głowa rodziny)          | 19 listopada 2006    | 5ACX01  | 86 |
| Lois zostaje nauczycielem wychowania seksualnego w liceum. W międzyczasie Meg i jej nowy chłopak przysięgają wstrzemięźliwość, a Stewie poluje na „Zębową Wróżkę”.                                    |                                             |                      |         |    |
| 7 | Chick Cancer                                | 26 listopada 2006    | 5ACX02  | 87 |
| Stewie zakochuje się w dawnej znajomej o imieniu Olivia, biorąc z nią ślub. W międzyczasie Lois zapoznaje Petera z filmami dla kobiet.                                                                |                                             |                      |         |    |
| 8 | Barely Legal                                | 17 grudnia 2006      | 5ACX03  | 88 |
| Brian idzie na szkolne tańce z Meg, kiedy ta nie może znaleźć partnera, co prowadzi do jej całkowitej obsesji na punkcie Briana. Tymczasem Peter, Quagmire i Cleveland zapisują się do policji.       |                                             |                      |         |    |
| 9 | Road to Rupert                              | 28 stycznia 2007     | 5ACX04  | 89 |
| Brian przypadkowo sprzedaje Ruperta, misia Stewiego, na domowej wyprzedaży. Stewie i Brian wyruszają do Aspen, aby go odzyskać. Peter traci swoje prawo jazdy, co zmusza go do jeżdżenia razem z Meg. |                                             |                      |         |    |
| 10 | Peter’s Two Dads                            | 11 lutego 2007       | 5ACX05  | 90 |
| Peter dowiaduje się, że jego prawdziwy ojciec mieszka w Irlandii. Peter i Brian wyruszają tam, aby go odszukać. Stewie dostaje obsesji na punkcie odczuwania bólu.                                    |                                             |                      |         |    |
| 11 | The Tan Aquatic with Steve Zissou           | 18 lutego 2007       | 5ACX06  | 91 |
| Peter zdaje sobie sprawę, jak świetnie jest być osobą terroryzującą innych. W międzyczasie Stewiemu odbija na punkcie opalenizny.                                                                     |                                             |                      |         |    |
| 12 | Airport '07                                 | 4 marca 2007         | 5ACX08  | 92 |
| Peter podwozi Quagmire'a na lotnisko do pracy i przyczynia się do utraty przez niego posady pilota.                                                                                                   |                                             |                      |         |    |
| 13 | Bill and Peter’s Bogus Journey              | 11 marca 2007        | 5ACX07  | 93 |
| Po tym jak Peter próbuje pomóc Billowi Clintonowi zmienić koło i zamiast tego doznaje urazu kręgosłupa, Peter zaczyna rozumieć, że się starzeje.                                                      |                                             |                      |         |    |
| 14 | No Meals on Wheels                          | 25 marca 2007        | 5ACX09  | 94 |
| Peter staje się właścicielem restauracji, która wkrótce zamienia się w lokal dla ludzi niepełnosprawnych.                                                                                             |                                             |                      |         |    |
| 15 | Boys Do Cry                                 | 29 kwietnia 2007     | 5ACX10  | 95 |
| Lois zostaje organistką w kościele. Rodzina wyjeżdża do Teksasu gdy Stewie zostaje oskarżony o bycie opętanym przez diabła.                                                                           |                                             |                      |         |    |
| 16 | No Chris Left Behind                        | 6 maja 2007          | 5ACX011 | 96 |
| Chris zostaje wydalony ze szkoły i rozpoczyna naukę w prestiżowym liceum, jednak nie do końca tam pasuje. Peter kolejny raz walczy z Wielkim Kurczakiem.                                              |                                             |                      |         |    |
| 17 | It Takes a Village Idiot, and I Married One | 13 maja 2007         | 5ACX012 | 97 |
| Lois postanawia kandydować na burmistrza, aby przerwać zanieczyszczanie jeziora Quahog przez rafinerię naftową. Wygrywa wybory, lecz szybko ulega korupcji i zapomina o obietnicach.                  |                                             |                      |         |    |
| 18 | Meet the Quagmires                          | 20 maja 2007         | 5ACX013 | 98 |
| Śmierć wysyła Petera do 1984 r., gdy miał on 18 lat. Znowu młody Peter postanawia się wyszaleć i zapomina o randce z Lois. Gdy wraca do teraźniejszości okazuje się, że Lois jest żoną Quagmire'a.    |                                             |                      |         |    |

## Sezon 6: 2007–2008
| Np | Nazwa odcinka                           | Premiera amerykańska | kod     | nr  |
| --- | --------------------------------------- | -------------------- | ------- | --- |
| 1 | Blue Harvest                            | 23 września 2007     | 5ACX014 | 99  |
| Postacie serialu zostają obsadzone w rolach bohaterów filmu „Gwiezdne wojny: część IV – Nowa nadzieja”. Peter Griffin jako on sam i Han Solo, Lois Griffin jako ona sama i Księżniczka Leia, Chris Griffin jako on sam i Luke Skywalker, Meg Griffin jako ona sama i potwór Sarlacc, Stewie Griffin jako on sam i Anakin Skywalker/Darth Vader, Brian Griffin jako on sam i Chewbacca, Glenn Quagmire jako C-3PO, Cleveland Brown jako R2-D2, Herbert jako Obi-Wan Kenobi, Mort Goldman jako Lando Calrissian, Carl jako Yoda oraz Carter Pewterschmidt jako Imperator Palpatine. |                                         |                      |         |     |
| 2 | Movin' Out (Brian's Song)               | 30 września 2007     | 5ACX015 | 100 |
| Peter namawia Briana, by zamieszkał ze swoją dziewczyną Jillian. Stewie pomaga płacić czynsz za mieszkanie, jednak tak naprawdę chce mieszać w ich związku. Tymczasem Meg i Chris dostają pracę. Chris staje się najlepszym przyjacielem Carla, który wyrzuca Meg. |                                         |                      |         |     |
| 3 | Believe It or Not, Joe’s Walking on Air | 7 października 2007  | 5ACX016 | 101 |
| Przygnębiony swoją niepełnosprawnością Joe decyduje się na transplantację nóg. Zaczyna uprawiać sporty ekstremalne i spędza większość czasu z równie wyćwiczonymi i sprawnymi znajomymi, denerwując Petera, Clevelanda i Quagmire'a. Postanawiają znowu sprowadzić go na wózek inwalidzki. |                                         |                      |         |     |
| 4 | Stewie Kills Lois (1)                   | 4 listopada 2007     | 5ACX017 | 102 |
| Lois wyrusza z Peterem w rejs. Opuszczony przez Lois Stewie postanawia zabić matkę. Kiedy sceptyczny Brian go wyśmiewa, Stewie wynajmuje motorówkę, płynie na statek i wciela swój plan w życie. |                                         |                      |         |     |
| 5 | Lois Kills Stewie (2)                   | 11 listopada 2007    | 5ACX018 | 103 |
| Lois powraca, gdy Petera skazano za jej morderstwo. Mówi wszystkim, że zabójcą jest Stewie. Pochłonięty żądzą władzy Stewie porywa Briana i udaje się do Waszyngtonu. Zdesperowana Lois postanawia zabić Stewiego. |                                         |                      |         |     |
| 6 | Padre De Familia                        | 18 listopada 2007    | 5ACX020 | 104 |
| Peter jest tak dumny z bycia obywatelem USA, że zaczyna kampanię przeciwko imigrantom. Jednak odkrywa, że sam urodził się w Meksyku, a na dodatek w USA jest nielegalnie. Traci pracę, ale zostaje zatrudniony przez Cartera Pewterschmidta. |                                         |                      |         |     |
| 7 | Peter’s Daughter                        | 25 listopada 2007    | 5ACX021 | 105 |
| Po wyjściu ze śpiączki, Meg zakochała się w studencie medycyny, który był przy niej w szpitalu. Peter uważa, że powinien chronić córkę przed jej nowym chłopakiem. Tymczasem Brian i Stewie postanawiają wyremontować zrujnowany dom. |                                         |                      |         |     |
| 8 | McStroke                                | 13 stycznia 2008     | 5ACX19  | 106 |
| Peter ratuje życie szefa jednego z fast-foodów. W nagrodę może jeść tyle hamburgerów ile zechce, jednak wskutek zjedzenia zbyt dużej ilości dostaje wylewu. Peter rozpoczyna kampanię przeciwko fast-foodom. |                                         |                      |         |     |
| 9 | Back to the Woods                       | 17 lutego 2008       | 6ACX02  | 107 |
| James Woods wraca do Quahog, by zemścić się na Peterze. Kradnie jego portfel w czasie koncertu Barry’ego Manilowa. Wraz z Brianem Peter kradnie tożsamość Jamesa Woodsa rujnując jego karierę. |                                         |                      |         |     |
| 10 | Play It Again, Brian                    | 2 marca 2008         | 6ACX01  | 108 |
| Czując kryzys małżeński, Peter, Lois i Brian udają się na wypoczynek. Peter się upija, Brian traci panowanie, rzuca się na Lois i wyznaje jej miłość. Peter i Brian przechodzą test przyjaźni. |                                         |                      |         |     |
| 11 | The Former Life Of Brian                | 27 kwietnia 2008     | 6ACX04  | 109 |
| Brian odkrywa, że ma nieślubnego syna Dylana, który przeprowadza się do Griffinów. Zmienia życie syna na lepsze, jednak robi się nadopiekuńczy. |                                         |                      |         |     |
| 12 | Long John Peter                         | 4 maja 2008          | 6ACX06  | 110 |
| Peter kradnie papugę i postanawia zostać piratem. Zaczyna terroryzować mieszkańców Quahog. Trwa to dopóki nie ginie jego ukochana papuga.Tymczasem Chris zakochuje się w Annie i postanawia skorzystać z rad Petera odnośnie do traktowania kobiet. |                                         |                      |         |     |

Po dwumiesięcznym strajku scenarzystów emisja została wznowiona 13 stycznia 2008 roku.

## Sezon 7: 2008–2009
| Np | Nazwa odcinka                    | Premiera amerykańska | kod    | nr  |
| --- | -------------------------------- | -------------------- | ------ | --- |
| 1 | Love Blactually                  | 28 września 2008     | 6ACX03 | 111 |
| Kiedy Brianowi zaczyna się podobać dziewczyna o imieniu Carolyn, Stewie przekonuje go do nie spieszenia się. Ale kiedy Cleveland wykorzystuje okazję i podrywa Carolyn, Brian stara się ją odzyskać za wszelką cenę, nawet jeśli wymaga to zaangażowania byłej żony Clevelanda.          |                                  |                      |        |     |
| 2 | I Dream of Jesus                 | 5 października 2008  | 6ACX05 | 112 |
| Peter odnajduje starą płytę ze swoim ulubionym utworem – Surfin’ Bird i denerwuje nią całą rodzinę, przez co Stewie i Brian postanawiają ją zniszczyć. Peter szukając innego egzemplarza odkrywa, że w sklepie z płytami pracuje Jezus Chrystus i zaczyna się z nim przyjaźnić.          |                                  |                      |        |     |
| 3 | Road to Germany                  | 19 października 2008 | 6ACX08 | 113 |
| Mort Goldman przez przypadek wchodzi do wehikułu czasu Stewiego i znajduje się w Polsce 1 września 1939 r. Stewie i Brian udają mu się na ratunek, ale żeby wrócić do teraźniejszości muszą się przedostać do Niemiec.                                                                   |                                  |                      |        |     |
| 4 | Baby Not on Board                | 2 listopada 2008     | 6ACX07 | 114 |
| Peter dostaje talon na roczny zapas benzyny, więc rodzina postanawia wybrać się na wycieczkę do Wielkiego Kanionu. W trakcie podróży odkrywają, że nie ma z nimi Stewiego. |                                  |                      |        |     |
| 5 | The Man with Two Brians          | 9 listopada 2008     | 6ACX09 | 115 |
| Kiedy Brian nabawia się kontuzji podczas kręcenia domowej wersji Jackass, rodzina uświadamia sobie, że robi się stary, więc Peter sprowadza do domu „Nowego Briana” zmuszając psa do opuszczenia domu. Stewie nie cieszy się z tego powodu.                                              |                                  |                      |        |     |
| 6 | Tales of a Third Grade Nothing   | 16 listopada 2008    | 6ACX10 | 116 |
| Peter pragnie dostać awans w pracy, przez co zmuszony jest powtórzyć 3. klasę podstawówki. Do miasta wraca Frank Sinatra Jr. i razem z Brianem odkupuje klub muzyczny. Stewie pomaga im w rozkręceniu biznesu.                                                                           |                                  |                      |        |     |
| 7 | Ocean’s Three and a Half         | 15 lutego 2009       | 6ACX11 | 117 |
| Bonnie urodziła dziecko, dziewczynkę o imieniu Susie w której od razu zakochał się Stewie. W tym samym czasie Joe pożycza $20,000 aby zapłacić szpitalny rachunek Bonnie. Aby spłacić dług postanawia okraść pana Pewterschmidt.                                                         |                                  |                      |        |     |
| 8 | Family Gay                       | 8 marca 2009         | 6ACX12 | 118 |
| Peter, aby spłacić swój dług bierze udział w eksperymentach medycznych. Niestety w jednym z nich zostaje zarażony „gej genem”. Peter zawiera gejowski związek, po czym porzuca Lois i resztę rodziny, mimo to, rodzina twierdzi, że najważniejsze jest, aby Peter był szczęśliwy.        |                                  |                      |        |     |
| 9 | The Juice Is Loose               | 15 marca 2009        | 6ACX13 | 119 |
| Peter realizuje bilet z loterii z 1989 roku i wygrywa wycieczkę golfową z O.J. Simpsonem. Kiedy zaprzyjaźnia się z Simpsonem i sprowadza go do domu, mieszkańcy Quahog protestują i zamierzają wyrzucić gwiazdora z miasta. Odcinek nawiązuje do filmu O.J. Simpson: Juice on the Loose. |                                  |                      |        |     |
| 10 | FOX-y Lady                       | 22 marca 2009        | 6ACX14 | 120 |
| Lois dostaje pracę w „FOX News” i ma przygotować reportaż na temat Michaela Moore’a. Lecz traci pracę, gdy wychodzi na jaw, że zamieszany w to jest Rush Limbaugh. W tym samym czasie, Peter postanawia skorzystać ze znajomości Lois w FOX i przygotowuje własną animowaną komedię.     |                                  |                      |        |     |
| 11 | Not All Dogs Go to Heaven        | 29 marca 2009        | 6ACX15 | 121 |
| Meg doznaje nawrócenia dzięki Chrystusowi i stara się nawrócić Briana z ateizmu. Tymczasem Stewie jest zdenerwowany tym, że nie zadał żadnego pytania obsadzie filmu „Star Trek: The Next Generation” na konwencie. Postanawia więc porwać obsadę.                                       |                                  |                      |        |     |
| 12 | 420 (odcinek serialu Family Guy) | 19 kwietnia 2009     | 6ACX16 | 122 |
| Po tym jak Brian zostaje aresztowany za narkotyki, rozpoczyna kampanię chcąc legalizacji marihuany. Burmistrz West ustanawia nowe prawo, a całe miasto zaczyna palić. Jednak Carter Pewterschmidt zaczyna tracić pieniądze, więc robi wszystko, by trawka znowu była nielegalna.         |                                  |                      |        |     |
| 13 | Stew-roids                       | 27 kwietnia 2009     | 6ACX17 | 123 |
| Po tym jak Stewie zostaje pobity przez Susie, Peter idzie z nim na siłownię, by stał się mężczyzną. W międzyczasie Chris chodzi z najpopularniejszą dziewczyną w szkole. |                                  |                      |        |     |
| 14 | We Love You, Conrad              | 3 maja 2009          | 6ACX19 | 124 |
| Gdy Brian dowiaduje się o ślubie jego byłej dziewczyny Jillian, staje się zazdrosny. Zaczyna do niego docierać, jak bardzo ją kochał. W akcie rozpaczy upija się w „Pijanym Małżu”. Następnego dnia budzi się u boku gwiazdy „Wzgórz Hollywood” – Lauren Conrad.                         |                                  |                      |        |     |
| 15 | Three Kings                      | 10 maja 2009         | 6ACX20 | 125 |
| Peter opowiada trzy największe dzieła Stephena Kinga: „Stań przy mnie”, z udziałem Petera, Joe, Clevelanda i Quagmire'a jako dwunastolatków; „Misery”, z udziałem Stewiego i Briana, i „Skazanych na Shawshank” z udziałem Petera i Clevelanda.                                          |                                  |                      |        |     |
| 16 | Peter’s Progress                 | 17 maja 2009         | 6ACX21 | 126 |
| Do „Pijanego Małża” przychodzi Cleveland z kuzynką z Jamajki. Każdemu obecnemu mówi, kim byli w poprzednim wcieleniu: Joe ośmiornicą, Quagmire Kubą Rozpruwaczem, a Peter założycielem miasta Quahog.                                                                                    |                                  |                      |        |     |

## Sezon 8: 2009–2010
| Np | Nazwa odcinka                              | Premiera amerykańska | kod    | nr  |
| --- | ------------------------------------------ | -------------------- | ------ | --- |
| 1 | Road to the Multiverse                     | 27 września 2009     | 7ACX06 | 127 |
| Stewie konstruuje pilot za pomocą którego może przenosić się do alternatywnych rzeczywistości. Zwiedzają między innymi świat, w którym zamiast ludzi rządzą psy, świat Disneya, świat bez chrześcijaństwa i wiele innych. |                                            |                      |        |     |
| 2 | Family Goy                                 | 4 października 2009  | 7ACX01 | 128 |
| Gdy Peter odkrywa guzek na piersi Lois, idą do szpitala. Tam okazuje się, że Lois jest Żydówką. |                                            |                      |        |     |
| 3 | Spies Reminiscent of Us                    | 1 października 2009  | 7ACX03 | 129 |
| Peter, Quagmire i Joe zakładają grupę komiczną. Stewie i Brian trafiają do D.U.M.P – Podziemnej Organizacji Ochrony wojsk. Razem z Danem Aykroydem i Chevym Chase’em próbują powstrzymać obudzonego szpiega KGB. |                                            |                      |        |     |
| 4 | Brian's Got a Brand New Bag                | 8 listopada 2009     | 7ACX02 | 130 |
| Brian zaczyna spotykać się ze starszą kobietą. Staje się oczywiście obiektem żartów całej rodziny. Niestety jego ukochana łamie sobie biodro. |                                            |                      |        |     |
| 5 | Hannah Banana                              | 8 listopada 2009     | 7ACX05 | 131 |
| Stewie w trakcie koncertu nastoletniej piosenkarki odkrywa jej sekret. W tym czasie Chris próbuje udowodnić rodzinie, że Zła Małpa istnieje. |                                            |                      |        |     |
| 6 | Quagmire's Baby                            | 15 listopada 2009    | 7ACX04 | 132 |
| Quagmire znajduje dziecko, które jest łudząco podobne do niego. Tymczasem Stewie się klonuje. |                                            |                      |        |     |
| 7 | Jerome is the New Black                    | 22 listopada 2009    | 7ACX08 | 133 |
| Przyjaciele postanawiają znaleźć kogoś, kto zastąpi Clevelanda. Jednym z kandydatów jest były chłopak Lois, Jerome. |                                            |                      |        |     |
| 8 | Dog Gone                                   | 29 listopada 2009    | 7ACX07 | 134 |
| Brian doczekał się wyróżnienia od pewnej grupy literackiej. Z powodu śmierci psa poruszona zostaje tematyka praw zwierząt. |                                            |                      |        |     |
| 9 | Business Guy                               | 13 grudnia 2009      | 7ACX11 | 135 |
| Carter Pewterschmidt zapada w śpiączkę i prowadzenie jego firmy przechodzi w inne ręce. |                                            |                      |        |     |
| 10 | Big Man on Hippocampus                     | 3 stycznia 2010      | 7ACX09 | 136 |
| Griffinowie biorą udział w Familiadzie. Peter ma amnezję, uczy się wszystkiego od nowa. |                                            |                      |        |     |
| 11 | Dial Meg for Murder                        | 31 stycznia 2010     | 7ACX12 | 137 |
| Meg w wyniku ukrywania więźnia trafia do więzienia dla kobiet. Po wyjściu zmienia się na gorszą. |                                            |                      |        |     |
| 12 | Extra Large Medium                         | 14 lutego 2010       | 7ACX14 | 138 |
| Stewie i Chris gubią się w lesie. Peter – pod wpływem żony i jej stosunku do medium – odkrywa zdolności jasnowidza. Chris zakochał się w Ellen, dziewczynie z syndromem Downa. |                                            |                      |        |     |
| 13 | Go, Stewie, Go!                            | 14 marca 2010        | 7ACX15 | 139 |
| W celu zdobycia amerykańskiej wersji Jolly Farm Revue, Stewie przebiera się za kobietę, lecz zostaje wyrzucony. Meg ma nowego chłopaka – Garry’ego. |                                            |                      |        |     |
| 14 | Peter-assment                              | 21 marca 2010        | 7ACX16 | 140 |
| Peter staje się paparazzim, a następnie obiektem zainteresowania własnej szefowej. |                                            |                      |        |     |
| 15 | Brian Griffin's House of Payne             | 28 marca 2010        | 7ACX13 | 141 |
| Stewie znajduje pierwszy rękopis Briana, na podstawie którego powstaje serial, lecz James Woods wszystko komplikuje. Meg i Chris niechcący powodują u Stewiego śpiączkę. |                                            |                      |        |     |
| 16 | April in Quahog                            | 11 kwietnia 2010     | 7ACX16 | 142 |
| Telewizja ogłasza że Ziemia zostanie pochłonięta przez olbrzymią czarną dziurę. Na sekundy przed końcem świata Peter wyznaje, iż nie lubi spędzać czasu ze swoimi dziećmi. Całe wydarzenie okazuje się prima aprilisowym żartem lecz Peter musi teraz odzyskać ich zaufanie. |                                            |                      |        |     |
| 17 | Brian and Stewie                           | 2 maja 2010          |        | 143 |
| Brian i Stewie zostają uwięzieni na weekend w skarbcu banku. Dla zabicia czasu upijają się winem, wystrzeliwują nabój z pistoletu, rozmawiają o egzystencji i robią kilka innych rzeczy. |                                            |                      |        |     |
| 18 | Quagmire's Dad                             | 9 maja2010           |        | 144 |
| Brian wyjeżdża na sympozjum naukowe. Do Quagmira w odwiedziny przyjeżdża ojciec bohater wojenny który przyjechał w „pewnym celu”. |                                            |                      |        |     |
| 19 | The Splendid Source                        | 16 maja2010          |        | 145 |
| Peter z kumplami wyruszają w podróż by znaleźć źródło pewnego sprośnego dowcipu”. W odcinku pojawia się Cleveland Brown. |                                            |                      |        |     |
| 20 | Something, Something, Something, Dark Side | 23 maja 2010         | 7ACX01 | 146 |
| Postacie serialu zostają obsadzone w rolach bohaterów filmu „Gwiezdne wojny: część V – Imperium kontratakuje”. Peter Griffin jako on sam i Han Solo, Lois Griffin jako ona sama i Księżniczka Leia, Chris Griffin jako on sam i Luke Skywalker, Meg Griffin jako ona sama i potwór Sarlacc, Stewie Griffin jako on sam i Anakin Skywalker/Darth Vader, Brian Griffin jako on sam i Chewbacca, Glenn Quagmire jako C-3PO, Cleveland Brown jako R2-D2, Herbert jako Obi-Wan Kenobi, Mort Goldman jako Lando Calrissian, Carl jako Yoda oraz Carter Pewterschmidt jako Imperator Palpatine. |                                            |                      |        |     |
| 21 | Partial Terms of Endearment                | 20 czerwca 2010      |        | 147 |
| Lois spotyka dawną przyjaciółkę ze szkoły, z którą była seksualnie związana w college’u, która prosi ją o urodzenie jej dziecka. Niestety jej przyjaciółka ginie, a Lois decyduje się na aborcję. |                                            |                      |        |     |

## Sezon 9: 2010–2011
| Np | Nazwa odcinka                      | Premiera amerykańska | kod            | nr  |
| --- | ---------------------------------- | -------------------- | -------------- | --- |
| 1 | And Then There Were Fewer          | 26 września 2010     | 8ACX01, 8ACX02 | 148 |
| James Woods zaprasza mieszkańców Quahog do swojej willi. Na miejscu w dziwnych okolicznościach zaczynają ginąć ludzie. O podstęp podejrzewany jest Tom Tucker. Okazuje się, że zbrodni jest winna Diana Simmons – reporterka telewizyjna, która pracowała z Tomem. Jej nowym celem staje się Lois. Przy próbie zabicia Lois na klifie Diana zostaje postrzelona przez Stewie’ego i wpada do morza. |                                    |                      |                |     |
| 2 | Excellence in Broadcasting         | 3 października 2010  | 8ACX03         | 149 |
| Brian zostaje napadnięty przez grupę bandytów. Z opresji wybawia go Rush Limbaugh, człowiek o zupełnie innych poglądach niż on. Brian fascynuje się doktryną konserwatywną i staje się prawicowym aktywistą. |                                    |                      |                |     |
| 3 | Welcome Back Carter                | 10 października 2010 | 8ACX04         | 150 |
| Peter nakrywa Cartera na zdradzie. Griffin mówi o tym żonie Pewterschmidta, Barbarze, która żąda rozwodu. |                                    |                      |                |     |
| 4 | Halloween on Spooner Street        | 31 października 2010 | 8ACX06         | 151 |
| Na Spooner Street jest Halloween, Peter i Joe robią żarty Glennowi. Stewiemu starsze dzieci kradną słodycze, Brian pomaga mu je odzyskać. |                                    |                      |                |     |
| 5 | Baby, You Knock Me Out             | 14 listopada 2010    | 8ACX05         | 152 |
| Peter zabiera Lois do klubu, w którym odbywają się żeńskie walki bokserskie. Namawia żonę, by ta zmierzyła się z jedną z uczestniczek. Po wygranym pojedynku, Lois zostaje słynną bokserką. |                                    |                      |                |     |
| 6 | Brian Writes a Bestseller          | 21 listopada 2010    | 8ACX07         | 153 |
| Po kolejnej odmowie publikacji jego książki, Brian postanawia napisać poradnik. Książka okazuje się bestsellerem. |                                    |                      |                |     |
| 7 | Road to the North Pole             | 12 grudnia 2010      | 8ACX08, 8ACX09 | 154 |
| Brian i Stewie kierują swoją przygodę na biegun północny w poszukiwaniu Świętego Mikołaja. |                                    |                      |                |     |
| 8 | New Kidney in Town                 | 9 stycznia 2011      | 8ACX10         | 155 |
| Peter potrzebuje nowej nerki po eksperymentowaniu z napojami energetyzującymi. Potencjalnym dawcą okazuje się Brian. |                                    |                      |                |     |
| 9 | And I'm Joyce Kinney               | 16 stycznia 2011     | 8ACX12         | 156 |
| Lois jest oburzona tym jak lokalna prezenterka telewizyjna, Joyce Kinney, usiłuje zniszczyć jej wizerunek. Okazuje się, że jest to zemsta Kinney za upokorzenia, jakich doznawała ze strony Lois w szkole średniej. |                                    |                      |                |     |
| 10 | Friends of Peter G.                | 13 lutego 2011       | 8ACX13         | 157 |
| Brian i Peter zostają zmuszeni przez sąd do wzięcia udziału w spotkaniach AA. |                                    |                      |                |     |
| 11 | German Guy                         | 20 lutego 2011       | 8ACX14         | 158 |
| Chris zaprzyjaźnia się z emerytowanym niemieckim lalkarzem Franzem Gutentag, który podstępem zamyka jego oraz Petera w swojej piwnicy. Wydostać się pomaga im Herbert, który w młodości walczył przeciwko Franzowi na froncie. |                                    |                      |                |     |
| 12 | The Hand That Rocks the Wheelchair | 6 marca 2011         | 8ACX11         | 159 |
| Bonnie Swanson prosi Lois, aby ta zajęła się Joem i Susie, podczas jej nieobecności. Obowiązek ten spada jednak na Meg, która zakochuje się w Swansonie. |                                    |                      |                |     |
| 13 | Trading Places                     | 20 marca 2011        | 8ACX17         | 160 |
| Meg i Chris rozbijają wygrany przez Petera motorower. Griffinowie postanawiają nauczyć dzieci szacunku, proponując im zamianę miejsc. Przez kolejne dni dzieci przejęły role dorosłych, a Lois i Peter udali się do szkoły. Po zakończeniu doświadczenia Chris postanawia nie wracać do szkoły, tylko zająć się pracą ojca. |                                    |                      |                |     |
| 14 | Tiegs for Two                      | 10 kwietnia 2011     | 8ACX16         | 161 |
| Brian zakochuje się w kobiecie o imieniu Denise. Za radą Glenna postanawia zmienić swój wizerunek, aby przypodobać się swojej wybrance, jednak efekt jest odwrotny. Z zemsty, Griffin umawia się na randkę z Cheryl Tiegs, w której zakochany jest Quagmire. |                                    |                      |                |     |
| 15 | Brothers & Sisters                 | 17 kwietnia 2011     | 8ACX15         | 162 |
| Siostra Lois, Carol, po raz dziewiąty bierze rozwód. Zrozpaczona przyjeżdża do Griffinów, gdzie poznaje Adama Westa. Decydują się na ślub. |                                    |                      |                |     |
| 16 | The Big Bang Theory                | 8 maja 2011          | 8ACX18         | 163 |
| Stewie po okresie zabawy losem Briana, odkrywa, że to on był inicjatorem Wielkiego Wybuchu. Bertram dowiedział się o jego maszynie czasu i postanowił zabić jednego z jego przodków, by sam Stewie zniknął i dzięki temu, wszechświat nie powstał. Brian i Stewie wcielają w życie plan jak go powstrzymać i cofają się w czasie do pracowni Leonarda da Vinci. |                                    |                      |                |     |
| 17 | Foreign Affairs                    | 15 maja 2011         | 8ACX19         | 164 |
| Bonnie i Lois udały się na wycieczkę do Paryża, gdzie ta pierwsza chciała przeżyć swój romans. Dzięki Lois i Quagmire’owi, Joe zdołał ją odzyskać. Peter po tym, jak usłyszał, że w szkole jego dzieci panuje kozia grypa, postanowił je uczyć w swoim domu. |                                    |                      |                |     |
| 18 | It's a Trap!                       | 22 maja 2011         | 7ACX21/7ACX22  | 165 |
| Postacie serialu zostają obsadzone w rolach bohaterów filmu „Gwiezdne wojny: część VI – Powrót Jedi”. Peter Griffin jako on sam i Han Solo, Lois Griffin jako ona sama i Księżniczka Leia, Chris Griffin jako on sam i Luke Skywalker, Meg Griffin jako ona sama i potwór Sarlacc, Stewie Griffin jako on sam i Anakin Skywalker/Darth Vader, Brian Griffin jako on sam i Chewbacca, Glenn Quagmire jako C-3PO, Cleveland Brown jako R2-D2, Herbert jako Obi-Wan Kenobi, Mort Goldman jako Lando Calrissian, Carl jako Yoda oraz Carter Pewterschmidt jako Imperator Palpatine. |                                    |                      |                |     |

## Sezon 10: 2011–2012
| Np | Nazwa odcinka                             | Premiera amerykańska | kod    | nr  |
| --- | ----------------------------------------- | -------------------- | ------ | --- |
| 1 | Lottery Fever                             | 25 września 2011     | 9ACX01 | 166 |
| Griffinowie mieli napięty budżet ale Peter, zastawiając dom, kupił kilkaset losów na loterię z wygraną 150 milionów dolarów. Zainwestował też w projekt powiększania penisa od Quagmire'a. Rodzina zbankrutowała, ale pieniądze z inwestycji Glenna zwróciły się i mogli oni odkupić dom. |                                           |                      |        |     |
| 2 | Seahorse Seashell Party                   | 25 września 2011     | 8ACX20 | 167 |
| W Quahog rozpętała się burza z opadami. Brian wziął grzyby psylocybinowe i popadł w kilkugodzinną mieszankę strachu i obłędu. Meg, zamknięta z rodziną w 4 ścianach, wygarnęła bratu, matce oraz ojcu swoje wszystkie krzywdy i ich przewinienia wobec niej. Później uznała, że brała to wszystko na siebie, by zapobiec kolejnym kłótniom i by reszta była szczęśliwa. Przeprosiła wszystkich najbliższych krewnych. |                                           |                      |        |     |
| 3 | Screams of Silence: The Story of Brenda Q | 30 października 2011 | 8ACX21 | 168 |
| Glenn powiesił się w wyniku asfiksji autoerotycznej. Był w śpiączce dopóki Brenda, jego siostra przyjechała do niego i wybudziła go piosenką z dzieciństwa. Wraz z nią przyjechał jej chłopak − Jeff Fecalman − który ciągle ją bił. Mimo ostrzeżeń od wszystkich, Brenda zaszła w ciążę i zaręczyła się z nim, ale Glenn zabił okrutnego oraz niedoszłego szwagra, miażdżąc go autem o drzewo. Joe podrobił pismo Jeffa i Brenda wiedziała tylko, że odszedł od niej. |                                           |                      |        |     |
| 4 | Stewie Goes for a Drive                   | 6 listopada 2011     | 9ACX02 | 169 |
| Lois i Peter spotkali Ryana Reynoldsa, który kręcił film w Quahog. Oboje mężczyzn zaczęło się spotykać, ale Peter źle odczytał sygnały i sądził, że Ryan jest homoseksualistą. Reynolds wyjaśnił mu, że chciał tylko mieć „bratnią duszę” i zerwał z nim kontakty twarzą w twarz. Wręczył jednak telefon komórkowy by zostali w kontakcie. Tymczasem Stewie przez przypadek nauczył się prowadzić samochód Briana ale rozbił go. Ze strachu przed karą, uciekł z domu i trafił do sąsiedztwa Consueli, która go przygarnęła. Brian odnalazł go i powiedział, że nic nie przekazał Lois, po czym poszli do domu.                                                                                            |                                           |                      |        |     |
| 5 | Back to the Pilot                         | 13 listopada 2011    | 9ACX08 | 170 |
| Brian nie mógł znaleźć kości zakopanej dawno temu. Odbył wraz ze Stewiem podróż w czasie ale Brian zdradził swemu przeszłemu ja kilka wydarzeń z przyszłości przez co musieli wracać jeszcze wcześniej by powstrzymać swoje inne ja tuż po teleportacji. Widzieli też, w trakcie tej podróży, konsekwencje swoich działań. W końcu Stewie kazał wszystkim wrócić do swoich równoległych światów, a Stewiemu i Brianowi z pierwszej teleportacji kazali wrócić do domu po czym sami zniknęli. |                                           |                      |        |     |
| 6 | Thanksgiving                              | 20 listopada 2011    | 9ACX04 | 171 |
| W mieście nastało Święto Dziękczynienia. W domu Griffinów zebrali się Barbara i Carter Pewterschmidt, Carol i Adam West, Ida Davis z synem Glennem, Joe wraz z Bonnie i Susie oraz Grifinowie. Posiłek przerwało pojawienie się Kevina Swansona, który najpierw skłamał, że jako jedyny ocalał z zamachu w Iraku ale później przyznał się, że uciekł z − jak to sam określił − wojny niesprawiedliwej. Joe chciał go aresztować, ale po tym jak syn przypomniał mu jego przeszłość, zrezygnował z tego. W drzwiach pojawił się drugi Kevin, oskarżając pierwszego o bycie oszustem, ale Peter stwierdził, że nie mają na to czasu.                                                                         |                                           |                      |        |     |
| 7 | Amish Guy                                 | 27 listopada 2011    | 8ACX22 | 172 |
| Peter chce się przejechać kolejką górską, ale jest zbyt otyły. Po powrocie z Ohio do Quahog, gdzie była jedna z kolejek, pojazd rodziny psuje się tuż obok osiedla Amiszów. Tam Meg znalazła miłość swego życia, ale skłóciło to ojców obojga młodych. |                                           |                      |        |     |
| 8 | Cool Hand Peter                           | 4 grudnia 2011       | 9ACX05 | 173 |
| Cleveland odwiedził starych znajomych i przywiózł żonę, Donnę. Razem z chłopakami Peter postanowił odwiedzić południowe stany Ameryki ale Joe, Glenn, Cleveland i Griffin zostali wrobieni w posiadanie narkotyków przez lokalnego policjanta. Mężczyźni zdołali uciec, a Joe wraz ze swoją policją, ukarał złego funkcjonariusza. |                                           |                      |        |     |
| 9 | Grumpy Old Man                            | 11 grudnia 2011      | 9ACX07 | 174 |
| Carter uległ wypadkowi. Doktor Hartman i Lois przekonali go by przeszedł na emeryturę. Zgodził się, ale stał się natrętem dla innych, zwłaszcza dla zięcia. Lois zaproponowała rodzicom pobyt w domu spokojnej starości. Barbara i Carter przenieśli się tam, ale ojciec Lois po jakimś czasie stał się typowym starcem, bełkoczącym pod nosem. Dopiero ponowne objęcie przez niego fotelu prezesa swej korporacji, wróciło mu pamięć i stary, ostry charakter. |                                           |                      |        |     |
| 10 | Meg & Quagmire                            | 8 stycznia 2012      | 9ACX03 | 175 |
| Na 18 urodzinach Meg zjawił się tylko Glenn Quagmire. Sąsiad zaczął wkrótce coraz częściej przebywać z córką Petera, ale Lois uważała, że przeciwstawienie się temu nastawi Meg na Glenna. Dopiero gdy dowiedziała się, że oboje pojechali do letniej chatki Quagmire'a, zainterweniowała. |                                           |                      |        |     |
| 11 | The Blind Side                            | 15 stycznia 2012     | 9ACX06 | 176 |
| Opie, niepełnosprawny pracownik lokalnego browaru w pokoju Petera odszedł, mąż Lois zaczął pracować z niesłyszącą Stellą. Glenn spotkał ją i zorganizował spotkanie niepełnosprawnych kobiet w barze „Pijana Małża”. Tam Biran spotkał niewidomą Katę, która zaczęła go lubić ale nienawidziła psów. Brian chciał jej pokazać jaki jest i sądził, że to zmieni jej zdanie. Kłamstwo o sobie wyszło dopiero po kolacji z jej rodzicami. Zerwali ale zaczęli spotykać się znowu, gdy Brian użył innego głosu. Tymczasem Lois zmieniła schody z parteru na piętro i Peter ciągle z nich spadał. Kobieta musiała wrócić do starych elementów gdy mąż ogłosił jej, że nie będzie opuszczał piętra.              |                                           |                      |        |     |
| 12 | Livin’ On A Prayer                        | 29 stycznia 2012     | 9ACX09 | 177 |
| Lois, Peter i Stewie zaprzyjaźnili się z rodziną Jennings. Pewnego wieczora Scotty zasłabnął i Lois dowiedziała się, że ma Ziarnica złośliwa |                                           |                      |        |     |
| 13 | Tom Tucker: The Man and His Dream         | 12 lutego 2012       | 9ACX10 | 178 |
| Peter dowiedział się, że Tom Tucker grał kiedyś postać Michaela Myersa w „Halloween 4: Powrót Michaela Myersa”. Nakłonił go do powrotu do Hollywood, ale porzucił po tym jak Tom zagrał epizod w NCIS. James Woods − niegdyś ożywiony po tym jak został zamordowany przez Diane Simmons − zaoferował Peterowi bycie jego agentem. Griffin został odrzucony przez Woodsa i razem z Tomem wrócili do starego życia w Quahog. Chris zaczął umawiać się z dziewczyną bardzo podobną do Lois. Gdy zerwali, powiedział matce, że chciał dziewczynę, która akceptowała by go tak jak Lois Petera. |                                           |                      |        |     |
| 14 | Be Careful What You Fish For              | 19 lutego 2012       | 9ACX11 | 179 |
| Peter chciał wydobyć z morza zatopione mercedesy. Poznał delfina Billy Finna, który podarował mu znaczek samochodowy. Zamieszkał z nimi w domu ale gdy zaczął być problemem, Peter odkrył, że problemem Billa jest separacja z jego żoną. Peter z pomocą Glenna i Joego pogodził dwa ssaki. Brian dowiedział się od Stewiego, że Emily − jego opiekunka − jest bardzo nieostrożna w opiece nad dziećmi. Wręcz zostawia je samopas. Zamiast pomóc, zauroczył się nią ale czar prysł, gdy odkrył, że ma chłopaka. Zgłosił ją następnie na policję. |                                           |                      |        |     |
| 15 | Burning Down the Bayit                    | 4 marca 2012         | 9ACX11 | 180 |
| Kość Briana, skoszona kosiarką Petera, uszkodziła czoło Glenna. W aptece, mężczyźni dowiedzieli się, że od śmierci Muriel, apteka Goldmana przynosi tylko straty. Postanawiają mu pomóc, ale banner reklamowy, który zrobili, spowodował śmierć wszystkich uczniów autobusu szkolnego. Wtedy wpadli na wyłudzenie odszkodowania przez spalenie apteki. Zrobili to, ale Joe stał się nadgorliwy i węszył wokół sprawy. Morta, Petera i Glenna zdradziło nagranie telefonu od Petera. Swanson wypuścił ich i usunął dowody, gdy przypomniał sobie, że jego ubezpieczyciel też go oszukał. |                                           |                      |        |     |
| 16 | Killer Queen                              | 11 marca 2012        | 9ACX12 | 181 |
| Charles Yamamoto − otyły król jedzenia hot-dogów − przyjechał do Quahog na kolejny konkurs i został pokonany przez Chrisa. Syn Lois został wysłany po zawodach na obóz dla otyłych, gdzie zaczęli ginąć dzieci. Patrick, brat Lois, który został wypuszczony z wariatkowa i był podejrzewany o morderstwa, wskazał, że ofiarą będzie Chris. Tymczasem Brian odkrył, że Stewie boi się robota z okładki płyty Queen News of the World. Chłopczyk chciał nawet popełnić samobójstwo z tego powodu, ale Brian go powstrzymał i wszystko wyjaśnił. To uratowało życie Chrisa, gdy był duszony przez Yamamoto. Stewie pokazał mu okładkę i zawał serca zabił Charlesa. Natomiast Patrick uciekł z domu szwagra. |                                           |                      |        |     |
| 17 | Forget-Me-Not                             | 18 marca 2012        | 9ACX14 | 182 |
| Peter wygrał konkurs walk laserowych i kupił sobie nagrodę w postaci fikcyjnego tytułu w gazecie ze swoją podobizną. Brian bronił Petera przed Lois ale Stewie twierdził, że chodzą razem bo on jest jego panem. Brian, Peter, Joe i Glenn udali się na popijawę, ale porwało ich białe światło. Obudzili się w szpitalu z wymazaną pamięcią. Z czasem odzyskali części swych tożsamości, ale Joe i Glenn, na podstawie fałszywego artykułu z gazety, uznali Petera za kosmitę i sprawcę opustoszałych ulic. Brian zaczął go bronić, ale zginął od kuli Joego. W tym momencie został odłączony od maszyny Stewiego i dziecko przyznało się psu, że myliło się. Peter i Brian mają szczególną więź.         |                                           |                      |        |     |
| 18 | You Can’t Do That On Television, Peter    | 1 kwietnia 2012      | 9ACX15 | 183 |
| Peter, po skasowaniu jego ulubionego dziecięcego show, stworzył własny i sam w nim występował. Tymczasem Meg zaczęła praktykę jako asystentka w szpitalu doktora Hartmana. |                                           |                      |        |     |
| 19 | Mr. and Mrs. Stewie                       | 29 kwietnia 2012     | 9ACX17 | 184 |
| Stewie poznaje Penelopę, równie morderczą co uroczą jednoroczną dziewczynkę. Ich zauroczenie zostało przerwane gdy chciała zabić Briana za to, że doradził broniącemu go Stewiemu, by zerwał z nią. Tymczasem Lois kupiła dwa osobne łóżka ze względu na przygniatanie jej nocą przez Petera. On, nie mogąc zasnąć, zaczął spać z Quagmirem. |                                           |                      |        |     |
| 20 | Leggo My Meg-O                            | 6 maja 2012          | 9ACX16 | 185 |
| Parodia filmu Uprowadzona gdzie Meg wyjeżdża z koleżanką do Paryża na cały semestr nauki. Brian i Stewie lecą na misję ratunkową zanim będzie za późno. |                                           |                      |        |     |
| 21 | Tea Peter                                 | 13 maja 2012         | 9ACX18 | 186 |
| Po tym jak ratusz miejski zamknął niezarejestrowany biznes Petera, ten wstąpił do Partii Już Wystarczająco Opodatkowanych. Tam, z pomocą swego teścia, Cartera, doprowadził do zlikwidowania miejscowego samorządu. Spowodował też totalny chaos w Quahog. |                                           |                      |        |     |
| 22 | Family Guy Viewer Mail #2                 | 20 maja 2012         | 9ACX19 | 187 |
| Brian i Stewie odpowiedzieli na sugestie widzów. Przedstawili brytyjską wersję rodziny Griffinów, historię w której wszystko czego Peter dotykał zamieniało się w Robina Williamsa oraz dzień z życia Stewiego poprzez jego oczy. |                                           |                      |        |     |
| 23 | Internal Affairs                          | 20 maja 2012         | 9ACX20 | 188 |
| Peter zachęcił Joego do romansu z nową asystentką w policji. Sądził, że Bonnie sama przespała się z Francois w Paryżu. Gdy dowiedziała się o wszystkim, zagroziła Joemu rozwodem. Lois zaczęła naciskać na męża by ich pogodził, co mu się udało. Sam Peter spotkał Wielkiego Kurczaka, co spowodowało kolejną zaciętą bitwę między nimi. |                                           |                      |        |     |

## Sezon 11: 2012–2013
| Np | Nazwa odcinka               | Premiera amerykańska | kod    | nr  |
| --- | --------------------------- | -------------------- | ------ | --- |
| 1 | Into Fat Air                | 30 września 2012     | 9ACX21 | 189 |
| Griffinowie zostali zaproszeni przez Rossa Fishmana − byłego chłopaka Lois − do jego domu. Tam założyli się, że zdobędą Mount Everest. Ross, jego żona i syn zdobyli pierwsi górę, ale w wyniku zamieci ich syn, Ben zgubił się i zamarzł. Giffinowie, by nie umrzeć z głodu, zjedli Bena i uratowali Fishmanów, którzy poszli go szukać. |                             |                      |        |     |
| 2 | Ratings Guy                 | 7 października 2012  | AACX01 | 190 |
| Peter stał się posiadaczem urządzenia mierzącego oglądalność danego kanału czy serialu. Celowo stał się posiadaczem dziesiątek takich urządzeń i przez to miał wpływ na zmiany w oglądanych produkcjach. Dopiero gdy sąsiedzi wyrazili wściekłość z powodu jego absurdalnych zmian, wpadł na pomysł przywrócenia wszystkiego do normalności. |                             |                      |        |     |
| 3 | The Old Man and the Big 'C' | 4 listopada 2012     | 9ACX22 | 191 |
| Na rozgrywkach sportowych wyszło na jaw, że Glenn ma tupecik. Po udanej operacji przeszczepienia mu włosów, Brian odkrył, że Carter Pewterschmidt umiera na raka. Później okazało się, że był zdrowy, a śledząc go, dotarł do najskuteczniejszego leku na raka. Wraz ze Stewiem powiedzieli o tym Lois, by przekonała ojca do wyjawienia leku całemu światu. |                             |                      |        |     |
| 4 | Yug Ylimaf                  | 11 listopada 2012    | AACX04 | 192 |
| Brian zaczął używać machiny czasu Stewiego by zaimponować swym seksualnym podbojom na jedną noc. Niestety nadużył urządzenia i gdy próbował cofnąć licznik odbytych podróży, odwrócił bieg czasu. Teraz oboje musieli współpracować, zanim Stewie trafiłby do macicy Lois. |                             |                      |        |     |
| 5 | Joe’s Revenge               | 18 listopada 2012    | AACX03 | 193 |
| Bobby Briggs, prawdziwy powód niepełnosprawności Joego, uciekł z aresztu, krótko po tym jak złapano go po 15 latach pościgu. Quagmire i Peter zdecydowali się pomóc swemu sąsiadowi w jego osobistym polowaniu na przestępcę. |                             |                      |        |     |
| 6 | Lois Comes Out of Her Shell | 25 listopada 2012    | AACX05 | 194 |
| Lois wpadła w kryzys wieku średniego i odmłodziła swój cały image. Tymczasem Stewie zaprzyjaźnił się z żółwiem ze stawu, ale zwierzę było zdeterminowane zniszczyć jego życie. |                             |                      |        |     |
| 7 | Friends Without Benefits    | 9 grudnia 2012       | AACX02 | 195 |
| Meg rozpaczała, gdy wyszło na jaw się, że chłopak w którym się zadurzyła jest homoseksualistą. Starała się namówić Chrisa do odbycia stosunku z nim ale odmówił. Wtedy zaplanowała użyć przeciw niemu tabletek gwałtu. |                             |                      |        |     |
| 8 | Jesus, Mary & Joseph        | 23 grudnia 2012      | AACX07 | 196 |
| Postacie serialu zostały obsadzone w rolach bohaterów Nowego Testamentu. Peter Griffin jako on sam i Józef z Nazaretu, Lois Griffin jako ona sama i Maria z Nazaretu, Chris Griffin jako on sam i bębniarz, Meg Griffin jako ona sama i osiołek, Stewie Griffin jako on sam i Jezus Chrystus, Brian Griffin jako on sam i Robby, dr Hartman jako medyk, Mort Goldman jako zarządca gospody, Carter Pewterschmidt jako Herod Wielki, Consuela jako trenerka dziewictwa, Bruce jako Archanioł Gabriel, Glenn Quagmire jako król Kacper, Cleveland Brown jako król Melchior i Joe Swanson jako król Baltazar.                                                       |                             |                      |        |     |
| 9 | Space Cadet                 | 6 stycznia 2013      | AACX06 | 197 |
| Chrisowi spadło poczucie pewności siebie. Rodzice wysłali go na obóz w ośrodku kosmicznym. Tam pojął, że jest to ponad jego siły i zadzwonił do domu by go odebrali. Griffinowie zjawili się na miejscu, ale zwiedzili rakietę kosmiczną, którą Stewie odpalił. Chris sprowadził wszystkich na ziemię. |                             |                      |        |     |
| 10 | Brian's Play                | 13 stycznia 2013     | AACX08 | 198 |
| Brian napisał sztukę, która okazała się hitem w Quahog. Stracił pewność siebie, gdy przeczytał dzieło Stewiego, lepsze od jego. Stewie pojechał z nią na Broadway ale, gdy usłyszał, że Brian chciał zabłysnąć zanim umrze, pogorszył swoje dzieło dla przyjaciela. |                             |                      |        |     |
| 11 | The Giggity Wife            | 27 stycznia 2013     | AACX09 | 199 |
| Podczas wizyty na Harvard University, Peter, Joe i Glenn upili się. Nazajutrz Quagmire stwierdził, że ożenił się z podstarzałą prostytutką Charmisse. Powiedział jej, że jest gejem, a ona zgodziła się na rozwód pod warunkiem, że zobaczy dowód na to. Glenn udał się do Petera po pomoc. |                             |                      |        |     |
| 12 | Valentine’s Day in Quahog   | 10 lutego 2013       | AACX11 | 200 |
| W Quahog nastały walentynki. Peter i Lois zgodzili się, że zostaną w łóżku na cały dzień. Meg spotkała się z mężczyzną poznanym przez internet i uznała randkę za udaną, pomimo że on wyciął jej nerkę. Stewie cofnął się do lat 60. i zauroczył się w dziewczynce, która okazała się jego 1−roczną matką. Quagmire, w wyniku porażenia prądem, zyskał wygląd kobiety i nauczył się go wykorzystywać. Chris zauroczył się w bratanicy Herberta. Consuela przedarła się przez granicę państwa z Meksykiem by zbliżyć się do męża. Briana odwiedziły jego wszystkie byłe dziewczyny, a burmistrz West ochronił Carol przed popełnieniem kolejnej miłosnej pomyłki. |                             |                      |        |     |
| 13 | Chris Cross                 | 17 lutego 2013       | AACX10 | 201 |
| Chris, nie mogąc kupić nowych butów, ukradł pieniądze z torebki matki ale został przyłapany na tym przez Meg. Zaczęła go szantażować i zmusiła do bycia jej sługą. Mając tego dość, chłopak uciekł do domu Herberta ale został z niego wyrzucony, gdyż okazał się fleją. Tymczasem Stewie zakochał się w piosenkach Anne Murray. Przekonał też Briana do jej śpiewu. Oboje pokłócili się o przesłanie piosenki „Snowbird” i udali się do jej domu by wysłuchać jej interpretacji. |                             |                      |        |     |
| 14 | Call Girl                   | 10 marca 2013        | AACX12 | 202 |
| Z powodu braków finansowych, Lois zdecydowała się pójść do pracy. Przez przypadek otrzymała propozycję w seks−telefonie. Okazała się tak dobra, że zadowoliła Glenna, Morta… i własnego męża, Petera. |                             |                      |        |     |
| 15 | Turban Cowboy               | 17 marca 2013        | AACX13 | 203 |
| Peter uzależnił się od skoków z wysokości. Doznał wypadku po jednym z takich wyskoków i zaprzyjaźnił się z muzułmańskim pacjentem z tej samej sali szpitala. Ten nakłonił go do konwersji na islam i udziału w ataku terrorystycznym na most w Quahog. Peter, z pomocą Joego, miał przyczynić się do schwytania przestępców przed samym atakiem. |                             |                      |        |     |
| 16 | 12 and a Half Angry Men     | 24 marca 2013        | AACX14 | 204 |
| Burmistrz West został zamieszany w morderstwo. Ława przysięgłych, czyli Peter, Glenn, Seamus Levine, Consuela, Carl, Tom Tucker, Bruce, Herbert, dr Elmer Hartman, Mort Goldberg i Carter Pewterschidt byli skłonni go skazać. Tylko Brian miał wątpliwości i skutecznie przekonał wszystkich do uznania jego niewinności. |                             |                      |        |     |
| 17 | Bigfat                      | 14 kwietnia 2013     | AACX15 | 205 |
| Peter, Joe i Glenn udali się do Kanady by zobaczyć klub ze striptizem w Montrealu. Ich samolot uległ wypadkowi ale tylko Peter zniknął na dwa miesiące w dzikim lesie. Rodzina odnalazła go, ale ten stracił kontakt z cywilizacją i ludzkie zachowanie. |                             |                      |        |     |
| 18 | Total Recall                | 28 kwietnia 2013     | AACX16 | 206 |
| Rupert został zabrany Stewiemu po tym jak Lois usłyszała, że misie mogą doprowadzić do uduszenia dziecka. Brian i Stewie udają się do fabryki zabawek by go uratować. Tymczasem Peter był chory i Lois − z pełnym sukcesem − udało się zastąpić go na rozgrywkach w kręgielni. Z czasem jej przyjaźń z jego kolegami zaczęła go drażnić. |                             |                      |        |     |
| 19 | Save the Clam               | 5 maja 2013          | AACX18 | 207 |
| Horace, który był właścicielem Pijanego Małża, zmarł od uderzenia piłki na polu baseballa. Jego bar miał być zburzony z powodu długów zmarłego właściciela. Peter, Glenn i Joe próbowali go ratować do czasu gdy sprawca nieszczęśliwego wypadku − czarnoskóry Jerome − kupił bar. Tymczasem Meg otrzymała pracę w domu pogrzebowym i miała problemy z Chrisem, który porwał jedno z ciał. |                             |                      |        |     |
| 20 | Farmer Guy                  | 12 maja 2013         | AACX19 | 208 |
| W Quahog narastała fala przemocy i przestępstw. Griffinowie przenieśli się na farmę, która nie dała im dochodów. Brian wyjechał do szkoły wyższej by im pomóc, a jego właściciele stali się dilerami metamfetaminy, która zalała ich rodzinne miasto. |                             |                      |        |     |
| 21 | Roads to Vegas              | 19 maja 2013         | AACX20 | 209 |
| Brian wygrał bilet na koncert Céline Dion w Las Vegas. Stewie został jego kompanem i przez przypadek sklonował ich, przenosząc kopie bezpośrednio do miasta hazardu. Ich żywe duplikaty bawiły się bardzo dobrze, natomiast oryginały przyciągnęły jeden pech za drugim. |                             |                      |        |     |
| 22 | No Country Club For Old Men | 19 maja 2013         | AACX21 | 210 |
| Peter wystartował w amerykańskim „mam talent” z harmonijką osadzoną w odbycie. Podczas występu wypadła mu z narządu i w drodze powrotnej Chris zakochał się w Amandzie Barrington, wnuczce właściciela klubu Country. Griffinowie otrzymali zaproszenie do niego i wkrótce Peter doprowadził do wyrzucenia teścia z jego ukochanego klubu. |                             |                      |        |     |

## Sezon 12: 2013–2014
| Np | Nazwa odcinka                         | Premiera amerykańska | kod    | nr  |
| --- | ------------------------------------- | -------------------- | ------ | --- |
| 1 | Finders Keepers                       | 29 września 2013     | BACX01 | 211 |
| Peter miał przykry oddech i po usunięciu przyczyny udał się do restauracji, gdzie dowiedział się o skarbie ukrytym przez Milesa „Gadułę” Musketa, założyciela Quahog. W poszukiwania włączył całe miasteczko, gdy pokazał pierwszą wskazówkę w lokalnej telewizji. |                                       |                      |        |     |
| 2 | Vestigial Peter                       | 6 października 2013  | BACX02 | 212 |
| Lois była zmęczona tym, że jej mąż nosi ciągle tę samą odzież. Udała się z nim do sklepu, ale podczas przymierzania, zauważyli guza. U doktora Hartmana okazało się, że to niewykształcony brat bliźniak Petera, który wkrótce uzyskał własne ciałko i zadomowił się w rodzinie. |                                       |                      |        |     |
| 3 | Quagmire's Quagmire                   | 3 listopada 2013     | BACX03 | 213 |
| Quagmire kupił nowy laptop, lecz wkrótce popsuł go. W dziale serwisowym spotkał Sonję, kobietę równie „zboczoną” jak on, która urzekła Glena brakiem obaw przed realizacją fantazji seksualnych. Fanaberii, które wkrótce wymknęły się spod kontroli. Tymczasem Stewie przeżywał dylemat, gdy odkrył na strychu swego pierwszego misia, Oscara. Jego relacja z nim była intensywna i pełna doznań, lecz z Rupertem był już od długiego czasu. |                                       |                      |        |     |
| 4 | A Fistful of Meg                      | 10 listopada 2013    | AACX22 | 214 |
| Meg przez przypadek poplamiła ketchupem bluzę Mike’a Pulaski − nowego, agresywnego i wyrośniętego ucznia w jej szkole. Ten wezwał ją na 15:00 na walkę przed szkołą. Glenn postanowił jej pomóc. Tymczasem Peter zaczął eksponować przed Brianem swe nagie ciało. Psu zaczęło to przeszkadzać i udał się do Stewiego po radę. |                                       |                      |        |     |
| 5 | Boopa-Dee Bappa-Dee                   | 17 listopada 2013    | BACX04 | 215 |
| Lois narzekała Peterowi, że nigdzie nie wyjeżdżają i ich dzieci nie poznają kultury. Ukradkiem kupiła bilety do Włoch i okłamała Petera by zabrać go ze sobą. Dla niego, wycieczka stała się udręką, ale z czasem odzyskał miłość Lois oraz dobre samopoczucie i zdecydował się zamieszkać na stałe w Europie. Problem pojawił się później, po miesiącu włoskiego życia, gdy chcieli już wrócić, lecz nie mogli bo Peter spalił ich paszporty. |                                       |                      |        |     |
| 6 | Life of Brian                         | 24 listopada 2013    | BACX05 | 216 |
| Błąd Stewiego spowodował, że Indianie przejęli rządy w Ameryce Północnej. Razem z Brianem udało im się to wszystko odkręcić i najmłodszy Griffin zdecydował się zniszczyć Machinę Czasu. Razem z Brian chciał rozkoszować się wspólnym dniem i grą w hokeja, lecz pies został potrącony. Pomimo operacji w szpitalu, zmarł. By ulżyć bólowi, rodzina zaadoptowała nowego psa, włoskiego pochodzenia, o imieniu Vinnie. |                                       |                      |        |     |
| 7 | Into Harmony's Way                    | 8 grudnia 2013       | BACX06 | 217 |
| Peter i Glenn odkryli, że ich głosy w trakcie śpiewu niemal się uzupełniają / brzmią bardzo dobrze. Dlatego rozpoczęli wielką karierę z Mortem Goldmanem jako tymczasowym menedżerem. |                                       |                      |        |     |
| 8 | Christmas Guy                         | 15 grudnia 2013      | BACX07 | 218 |
| Peter odkrył, że jego teść anulował coroczne obchodzenie Bożego Narodzenia w miejscowym centrum handlowym. Podjął się walki o przywrócenie tej tradycji i wszczepienie ducha świat ojcu Lois. Tymczasem Stewie spostrzegł, że przeniósł się niegdyś w czasie by kupić sobie zabawkę. Użył swojego starego portu do powrotu z przeszłości i ocalił Briana przed wypadkiem oraz śmiercią. |                                       |                      |        |     |
| 9 | Peter Problems                        | 5 stycznia 2014      | BACX08 | 219 |
| Peter otrzymał awans w fabryce piwa na kierowcę wózka widłowego. Niestety, wkrótce ją stracił, co przełożyło się na jego problemy w sypialni, z Lois. |                                       |                      |        |     |
| 10 | Grimm Job                             | 12 stycznia 2014     | BACX09 | 220 |
| Bohaterowie odcinka wcielili się w postacie z bajek braci Grimm: Jasia i magicznej Fasoli, Czerwonego Kapturka i Kopciuszka. Peter Griffin jako on sam, Jaś, pomylony myśliwy i książę − mąż Kopciuszka; Lois Griffin jako ona sama, żona Jasia, matka Kapturka i Kopciuszek; Chris Griffin jako on sam i olbrzym; Meg Griffin jako ona sama i przyrodnia siostra Kopciuszka; Stewie Griffin jako on sam, kaczka znosząca złote jajka, Czerwony Kapturek i przyrodnia siostra Kopciuszka; Brian Griffin jako krowa Jasia, wilk i pies Kopciuszka; Carter Pewterschmidt jako dziadek Kapturka; Barbara Pewterschmidt jako babcia Kapturka i macocha Kopciuszka; Mort Goldman jako skrzat z magicznymi fasolami i gość na balu księcia; Glenn Quagmire jako Rumpleforeskin – sąsiad Jasia i gość na balu księcia; Joe Swanson jako sąsiad Kopciuszka i jej kareta oraz Adam West jako wróżka chrzestna Kopciuszka. |                                       |                      |        |     |
| 11 | Brian's a Bad Father                  | 26 stycznia 2014     | BACX10 | 221 |
| Dylan Flannigan − syn Briana − stał się gwiazdą lokalnego programu telewizyjnego. Brian, początkowo niechętny kontaktowi z potomkiem, nabrał ochoty na wykorzystanie pozycji syna w swej karierze pisarskiej. Tymczasem postrzelenie Quagmire'a przez Petera doprowadziło do zerwania ich przyjaźni. |                                       |                      |        |     |
| 12 | Mom's the Word                        | 9 marca 2014         | BACX11 | 222 |
| Thelma Griffin, matka Petera, zmarła na zawał. Evelyn, jej sąsiadka z domu starców, pomogła Peterowi przejść ten trudny dla niego okres. Tymczasem Brian starał się pomóc Stewiemu przezwyciężyć jego fobię przed śmiercią. |                                       |                      |        |     |
| 13 | 3 Acts of God                         | 16 marca 2014        | AACX17 | 223 |
| Peter, Glenn, Joe i Cleveland Brown, który akurat przyjechał do swego fryzjera w Quahog, obejrzeli mecz. Ich drużyna, Patriots, przegrała. Zdecydowali się poszukać Boga by przestał mieszać w rozgrywkach futbolu amerykańskiego. |                                       |                      |        |     |
| 14 | Fresh Heir                            | 23 marca 2014        | BACX13 | 224 |
| Carter Pewterschmidt złamał nogę. Chris, dobrowolnie, z własnej woli spędził z nim wspaniały czas, przez co został wpisany do testamentu dziadka jako jedyny spadkobierca. Nie chciał jednak przyjąć tego bogactwa, dlatego Peter postanowił zachować taką fortunę w rodzinie. |                                       |                      |        |     |
| 15 | Secondhand Spoke                      | 30 marca 2014        | BACX12 | 225 |
| Peter uzależnił się od papierosów, by początkowo mieć tylko przerwę w pracy. Stał się twarzą kampanii przeciw paleniu, podczas gdy Stewie postanowił pomóc Chrisowi przeciw szkolnym zbirom. |                                       |                      |        |     |
| 16 | Herpe the Love Sore                   | 6 kwietnia 2014      | BACX16 | 226 |
| Stewie zapragnął by Brian został jego „bratem krwi”. Wymienili się uściskami z zakrwawionymi dłońmi, przez co nazajutrz najmłodszy Griffin dostał zakażenia opryszczkowego na górnej wardze. Razem z Chrisem, który wcześniej zrobił to samo, postanowili dać psu nauczkę. Tymczasem Glenn, Joe i Peter zostali zmuszeni do ustąpienia ze swojego miejsca w Pijanym Małżu przez co musieli o nie potem walczyć na pięści. |                                       |                      |        |     |
| 17 | The Most Interesting Man in the World | 13 kwietnia 2014     | BACX14 | 227 |
| Lois wysłała Petera do parku by tam zajął się Stewiem. Ten poszedł do Pijanego Małża, przez co później wziął obce dziecko do domu. Lois nazwała go „idiotą”, a Peter, wykorzystał służbowe wyjazdy po kraju, by poszerzyć swą wiedzę i horyzonty. |                                       |                      |        |     |
| 18 | Baby Got Black                        | 27 kwietnia 2014     | BACX15 | 228 |
| Peter, Glenn i Joe założyli się o 200 dolarów, że będą trwać bez snu jak najdłużej się da. Natomiast Chris zaczął umawiać się z Pam, córką czarnoskórego barmana o imieniu Jerome, który sam okazał się rasistą. Nie mogąc znieść rozłąki, uciekli z Quahog. |                                       |                      |        |     |
| 19 | Meg Stinks!                           | 4 maja 2014          | BACX17 | 229 |
| Meg złożyła podanie do Green Mountain College i udała się tam razem z ojcem na rozmowę kwalifikacyjną. Podczas podróży nawiązali oni − upragnioną przez Meg − silną więź. Tymczasem Brian został spryskany przez skunksa. Żyjąc poza domem, odkrył swoją dziką naturę. |                                       |                      |        |     |
| 20 | He's Bla-ack!                         | 11 maja 2014         | BACX19 | 230 |
| Cleveland Brown, wraz ze swoją rodziną, wrócił na stałe do Quahog. Krótko potem Donna i Lois pokłóciły się o to, że Donna spuściła lanie Chrisowi. Żony zakazały swoim mężom kontaktu ze sobą, a Peter z Clevelandem musieli znaleźć sposób by obejść tę sytuację. |                                       |                      |        |     |
| 21 | Chap Stewie                           | 18 maja 2014         | BACX18 | 231 |
| Stewie wpadł w szał, gdy Griffinowie przerwali odcinek jego ulubionego serialu. Odbudował machinę czasu i cofnął się do momentu zanim został poczęty, by rozerwać ich małżeństwo. Odrodził się w innej rodzinie, brytyjskich arystokratów, ale uznał, że do nich nie pasuje. |                                       |                      |        |     |

## Sezon 13: 2014–2015
| Np | Nazwa odcinka                                | Premiera amerykańska | kod                | nr  |
| --- | -------------------------------------------- | -------------------- | ------------------ | --- |
| 1 | The Simpsons Guy                             | 28 września 2014     | BACX22 oraz BACX23 | 232 |
| Peter zaczął wydawać komiksy w lokalnej gazecie. Krótko potem stały się seksistowskie, co wzburzyło lokalne kobiety. Dlatego Griffinowie postanowili opuścić miasto na jakiś czas, aż sprawa ucichnie. Trafili do Springfield (The Simpsons). Stewie zachwycił się starymi sztuczkami Barta, Lois nawiązała przyjaźń z Marge, Lisa postarała się znaleźć wyjątkowy talent Meg, natomiast Peter i Homer stali się najlepszymi kumplami, ale pokłócili się o to, które piwo jest lepsze − Pawtucket czy Duff. |                                              |                      |                    |     |
| 2 | The Book of Joe                              | 5 października 2014  | CACX01             | 233 |
| Peter pomógł wydać Joemu książkę dla dzieci nad którą pracował przez 9 lat. Niestety, przejął nad nią kontrolę i chwilowo zerwało to przyjaźń mężczyzn. Tymczasem Brian zakochał się w joggingu, co doprowadziło go do kalectwa i upokorzenia na starcie maratonu. |                                              |                      |                    |     |
| 3 | Baking Bad                                   | 19 października 2014 | BACX20             | 234 |
| Podczas oddawania krwi dla ofiar trzęsienia ziemi w Haiti, Lois sama oddała krew i upiekła dla dobroczyńców ciastka. Peter spróbował ich i z pomocą kredytu, otworzyli ciastkarnię. Peter przerobił ją wkrótce na bardzo dochodowy klub striptizu, z darmowymi ciastkami. To nie spodobało się Lois. Tymczasem, Stewie uzależnił się od usypiającego syropu na kaszel, z alkoholem. |                                              |                      |                    |     |
| 4 | Brian the Closer                             | 9 listopada 2014     | BACX21             | 235 |
| Brian znalazł swój sznur do zabawy. Peter zaczął go pożądać, co skończyło się wybiciem wszystkich zębów u Briana. Glenn Quagmire pomógł psu i dał mu wizytówkę swego dentysty. Brian wrócił z wystającymi zębami, przez co stał się agentem nieruchomości, który oszukał Glenna. |                                              |                      |                    |     |
| 5 | Turkey Guys                                  | 16 listopada 2014    | CACX02             | 236 |
| Lois odkryła, że Peter zjadł całego indyka na Święto Dziękczynienia. Mężczyzna wrobił w to Briana, który był kompletnie pijany poprzedniego dnia. Dlatego oboje otrzymali rozkaz dostarczenia nowego indyka, zanim przybędą goście. Tymczasem Stewie zachęcił Chrisa by to on był panem domu, pod nieobecność „tłuściocha”. |                                              |                      |                    |     |
| 6 | The 2,000-Year-Old Virgin                    | 7 grudnia 2014       | CACX03             | 237 |
| Lois i Peter spotykają w centrum handlowym samego Jezusa Chrystusa. Dowiadują się, że jest prawiczkiem − nie uprawiał seksu od 2000 lat. Peter postanawia zorganizować mu kobietę, lecz Syn Boży ostatecznie wybrał Lois. |                                              |                      |                    |     |
| 7 | Stewie, Chris, & Brian's Excellent Adventure | 4 stycznia 2015      | CACX04             | 238 |
| Chris może nie zdać do następnej klasy, jeśli nie zda testu z historii. Brian i Stewie − widząc indolencję Chrisa − zabrali go na wycieczkę wehikułem czasu, by uczył się patrząc na wydarzenia z bliska. |                                              |                      |                    |     |
| 8 | Our Idiot Brian                              | 11 stycznia 2015     | CACX05             | 239 |
| Oblanie „Scholastic Assessment Test” przez Briana, podającego się za Meg, doprowadza do odkrycia guza mózgu u psa Griffinów. |                                              |                      |                    |     |
| 9 | This Little Piggy                            | 25 stycznia 2015     | CACX06             | 240 |
| Meg została modelką stóp, jedną z wielkich gwiazd według podofilów. Tymczasem Stewie zapragnął doznać życia poza żłobkiem. |                                              |                      |                    |     |
| 10 | Quagmire's Mom                               | 8 lutego 2015        | CACX07             | 241 |
| Peter dowiedział się, że jego pierwsze imię to Justin. W związku z tym przeżył „kryzys wieku średniego”. W międzyczasie, Glenn przeżył upojną noc z niepełnoletnią dziewczyną. Dlatego został pociągnięty do odpowiedzialności prawnej. By się bronić, opowiedział swoją przeszłość związaną z matką − nimfomanką. |                                              |                      |                    |     |
| 11 | Encyclopedia Griffin                         | 15 lutego 2015       | CACX08             | 242 |
| Po kradzieży rowerka Stewiego Peter, Joe, Quagmire i Cleveland założyli agencję detektywistyczną, której celem jest znalezienie skradzionych zabawek. W toku śledztwa okazuje się, że złodziejem zabawek jest Chris, który stworzył z nich domowej roboty sex lalkę. Zachowanie chłopaka wobec wybranki, doprowadza do zazdrości Lois. |                                              |                      |                    |     |
| 12 | Stewie is Enceinte                           | 8 marca 2015         | CACX09             | 243 |
| Stewie sądzi, że traci kontakt z Brianem. Dlatego wpadł na pomysł zapłodnienia się przez maszynę używając DNA pupila. Tymczasem Cleveland, Joe, Glenn i Peter obmyślili plan kręcenia głupawych/zabawnych filmików. |                                              |                      |                    |     |
| 13 | Dr. C and the Women                          | 15 marca 2015        | CACX10             | 244 |
| Cleveland, za radą znajomych, otworzył punkt konsultacji terapeutycznych. Gdy sprawy przyjęły „zły obrót” dla Petera i Joego, zagrozili mu wyjawieniem jego żonie faktu, że spał ze striptizerką na wieczorze kawalerskim. Tymczasem Quagmire zaklepał pracę ochrony lotniska dla Meg. Okazało się, że jest najseksowniejszą członkinią personelu. |                                              |                      |                    |     |
| 14 | #JOLO                                        | 12 kwietnia 2015     | CACX11             | 245 |
| Kiedy Peter przypadkowo odkrywa zaginione dziecko, zostaje okrzyknięty bohaterem miasta. Tymczasem Joe rezygnuje z pracy i udaje się nad wodospad Niagara, aby żyć pełnią życia. |                                              |                      |                    |     |
| 15 | Once Bitten                                  | 19 kwietnia 2015     | CACX13             | 246 |
| Po tym jak Brian ugryzł Petera, Griffinowie zdecydowali wysłać go do szkoły tresury. Tymczasem Chris jest niepocieszony, gdy dowiaduje się, że jego nowy przyjaciel Neil, kumplował się z nim tylko po to by zbliżyć się do Meg. |                                              |                      |                    |     |
| 16 | Roasted Guy                                  | 26 kwietnia 2015     | CACX14             | 247 |
| Peter zapragnął być zgrillowany tak jak w „Grillowanie Gwiazd” Deana Martina. Dowiedział się jednak o sobie wielu przykrych faktów, dlatego zerwał z męską grupą przyjaciół. Po wielu próbach, odnalazł grupę kobiet, z którymi się zaprzyjaźnił. Zaczął obgadywać Lois wraz z nimi, ale żona uświadomiła mu, że one obsmarowują jego, za plecami. Razem obmyślili zemstę na kobietach. |                                              |                      |                    |     |
| 17 | Fighting Irish                               | 3 maja 2015          | CACX15             | 248 |
| Pod wpływem alkoholu Peter zakłada się w barze, że da radę pobić Liama Neesona. Jedzie na plan filmowy, gdzie zostaje zmuszony wykonywać jego polecenia. W tym samym czasie Stewie jest zazdrosny o Lois, która pomaga w jego przedszkolu, a w mieście trwa Quagfest – impreza z okazji tysięcznego stosunku Quagmire’a. |                                              |                      |                    |     |
| 18 | Take My Wife                                 | 17 maja 2015         | CACX14             | 249 |
| Lois skłamała Peterowi, że wyjadą na Bahamy, ze zniżką dla par. Okazało się, że to ekstremalny kurs doradztwa dla par. Dziećmi zaopiekował się Carter Pewterschmidt i zdenerwował się, że jego wnuki są uzależnione od elektroniki. Pozabierał im laptopy i smartfony, by pokazać im jak nastolatkowie bawili się kiedyś. |                                              |                      |                    |     |

## Sezon 14: 2015–2016
| Np | Nazwa odcinka                 | Premiera amerykańska | kod    | nr  |
| --- | ----------------------------- | -------------------- | ------ | --- |
| 1 | Pilling Them Softly           | 27 września 2015     | CACX17 | 250 |
| Stewie został nafaszerowany tabletkami na zespół nadpobudliwości ruchowej. Pod wpływem rady Meg, Brian też uzależnił się od tych leków. Tymczasem Glenn Quagmire pokazał sąsiadom, że jest doskonałym kucharzem. Za radą Lois, dostał swój program kulinarny ale musiał go prowadzić z Peterem, co ich poróżniło. |                               |                      |        |     |
| 2 | Papa Has a Rollin' Son        | 4 października 2015  | CACX18 | 251 |
| W dzień ojca, Peter, Glenn i Cleveland postanowili sprowadzić do Joego jego ojca, Buda Swansona. Sęk w tym, że on naśmiewał się z niepełnosprawnych, a Joe nie powiedział mu, że sam porusza się na wózku. Tymczasem, dr Hartman ogłosił Lois, że Stewie pozostanie niski do śmierci. Chłopczyk, by przeżyć tę traumę, zaprzyjaźnił się z malutkim Tomem Cruise, ale wkrótce gorzko tego pożałował.                       |                               |                      |        |     |
| 3 | Guy, Robot                    | 11 października 2015 | DACX02 | 252 |
| Lois zdecydowała się kupić nowy materac. Chciała go utrzymać w czystości jak najdłużej, toteż odmawiała seksu swemu mężowi. Ten, wraz z chłopakami, podjął wyprawę po stary materac. Tymczasem, Brian zdecydował się na satyryczny występ stand-up by udowodnić wszystkim, że wie jak ich rozbawić. Posłużył się jednak zabawnymi tweetami Stewiego, przez co malec wybudował roboty, które przewyższyły go inteligencją. |                               |                      |        |     |
| 4 | Peternormal Activity          | 25 października 2015 | CACX16 | 253 |
| Peter, Glenn i Cleveland oraz Joe, po krytycznej recenzji horroru „Maniakalny papież 2”, postanowili nakręcić swój własny dreszczowiec. By się zainspirować, udali się do opuszczonego szpitala psychiatrycznego, gdzie spotkali kogoś, kto zamienił ich własne życie w film grozy. Tymczasem, Stewie znienawidził nowe okulary Briana, które czyniły go pretensjonalnym kłamcą i postanowił się ich pozbyć.              |                               |                      |        |     |
| 5 | "Peter, Chris, & Brian        | 8 listopada 2015     | DACX03 | 254 |
| Peter odkrył film ze swojej młodości, gdy chciał odzyskać swoją całą kolekcję pornografii z dawno sprzedanego domu matki. Obejrzał go i uznał, że jest „przegrywem”. Wziął się ostro za trenowanie Chrisa, by sam nie był taki jak ojciec. |                               |                      |        |     |
| 6 | Peter’s Sister                | 15 listopada 2015    | DACX04 | 255 |
| W dzień dziękczynienia, do Petera przyjechała jego siostra Karen. Była zapaśniczką, tak samo brutalną wobec Petera jak on był w stosunku do Meg. Córka postanowiła pomóc ojcu pokonać demona z jego przeszłości. |                               |                      |        |     |
| 7 | Hot Pocket-Dial               | 22 listopada 2015    | DACX06 | 256 |
| Quagmire połączył się nieświadomie z telefonem komórkowym Petera i nagrał na niego jak wyznał swej matce, Idzie Davis, miłość do Lois. Griffin był wściekły na kumpla, więc jego żona postanowiła rozwiązać sytuację. |                               |                      |        |     |
| 8 | Brokeback Swanson             | 6 grudnia 2015       | DACX07 | 257 |
| Peter, Glenn, Cleveland oraz Joe zdecydowali się uczestniczyć w amerykańskiej wersji Encierro, lecz Swanson został przez to dotknięty porażeniem czterokończynowym. Tymczasem, Brian przespał się z żoną żołnierza Navy SEALs. Udawał ich psa domowego by ukryć ich romans. |                               |                      |        |     |
| 9 | A Shot in the Dark            | 13 grudnia 2015      | DACX05 | 258 |
| Z powodu kradzieży kanapy Petera z trawnika sprzed jego domu, Peter, Glenn i Cleveland oraz Joe sformowali straż sąsiedzką. Peter postrzelił syna Clevelanda gdy ten chciał wejść do domu, lecz został uznany w ciemnościach za włamywacza. Peter został oskarżony o zbrodnię nienawiści i rasizm, ale gdy przeprosił Browna, ten wziął na siebie całą winę.                                                              |                               |                      |        |     |
| 10 | Candy, Quahog Marshmallow     | 3 stycznia 2016      | DACX01 | 259 |
| Peter, Glenn i Cleveland oraz Joe znaleźli w rzeczach Glenna stare kasety sprzed 20 lat, z koreańskiej opery mydlanej „Winer-Summer” w której grał. Po obejrzeniu całości, odkryli, że brakuje ostatniego odcinka. Udali się po niego do Korei Południowej, a tam Glen ponownie zakochał się w aktorce z którą grał w tej produkcji.                                                                                      |                               |                      |        |     |
| 11 | The Peanut Butter Kid         | 10 stycznia 2016     | DACX08 | 260 |
| Gdy oszczędności na koncie Griffinów zaczęły topnieć, rodzice Stewiego przez przypadek wkręcili chłopca w kręcenie dochodowych reklam z jego udziałem. Peter i Lois stali się tyranami dla najmłodszego ze swoich dzieci, przez co Brian zaczął się martwić tym czy dobrze postępują. |                               |                      |        |     |
| 12 | Scammed Yankees               | 17 stycznia 2016     | DACX09 | 261 |
| Peter i jego teść, Carter, udali się do Afryki by odzyskać pieniądze jakie dobrowolnie oddał ojciec Lois przez oszustwo mailowe. Tymczasem, Brian postanowił poderwać Patty − przyjaciółkę Meg − gdy zauważył, że ma niespotykanie piękne ciało. |                               |                      |        |     |
| 13 | An App a Day                  | 14 lutego 2016       | DACX12 | 262 |
| Peter polubił ściąganie aplikacji na swój telefon. Gdy go zepsuł, oddał aparat Chrisowi, a ten zrobił zdjęcie swojego penisa i przesłał je swej pięknej koleżance. Chłopak został uznany za seksualnego przestępcę. By to zmienić, poddał się kastracji chemicznej. Tymczasem, Stewie i Brian udali się do klubu tenisowego, gdzie pies skłamał, że dobrze gra.                                                           |                               |                      |        |     |
| 14 | Underage Peter                | 21 lutego 2016       | DACX13 | 263 |
| Kiedy kolejny pijacki występ Petera zniszczył lokalną bibliotekę. W odpowiedzi, jego szwagier – burmistrz West – podniósł próg picia alkoholu do 50 lat. Peter wpadł na pomysł, żeby wykorzystać Briana, mającego 56 lat, do zakupu już dla nich nielegalnego trunku. |                               |                      |        |     |
| 15 | A Lot Going on Upstairs       | 6 marca 2016         | DACX11 | 264 |
| Stewie miał koszmarne sny i nie mógł przez to normalnie funkcjonować. Brian zgodził się pomóc pokonać jego największego wroga wnikając do jego podświadomości. Tymczasem, Peter odkrył, że poddasze jego domu nadaje się do zamieszkania i zamienił je w męską jaskinię. Robił w niej co chciał, co irytowało Lois. |                               |                      |        |     |
| 16 | The Heartbreak Dog            | 13 marca 2016        | DACX14 | 265 |
| Podczas 46. urodzin Bonnie żona Joego załamała się. Tylko Brian przyszedł do niej ją pocieszyć co zaowocowało ich wspólnym pocałunkiem. Tymczasem, szkoła zmusiła Meg do bycia wolontariuszem w domu spokojnej starości. Dziadkowie i Babcie byli dla niej okropni, dlatego zaczęła ich okradać. |                               |                      |        |     |
| 17 | Take a Letter                 | 17 kwietnia 2016     | DACX15 | 266 |
| Lois martwiła się poziomem w przedszkolu Stewiego. Dlatego zatrudniła się na poczcie, gdzie w starych listach znalazła ten do byłej dziewczyny Petera, tuż sprzed ich ślubu. Gretchen Mercer, do której był zaadresowany list, przyjechała do Griffina i chciała go odzyskać. Tymczasem, Stewie trafił do nowego przedszkola i udawał milionera by zaimponować nowemu koledze.                                            |                               |                      |        |     |
| 18 | The New Adventures of Old Tom | 8 maja 2016          | DACX16 | 267 |
| Tomowi Tuckerowi grozi wyrzucenie z kanału piątego. Peter stara się mu pomóc, próbując go wyluzować. Tymczasem Brian poznaje nową dziewczynę, której chce zaimponować i udaje bogatego. Kupuje sygnet, który zjada Chris. |                               |                      |        |     |
| 19 | Run, Chris, Run               | 15 maja 2016         | DACX17 | 268 |
| Cleveland zaprzyjaźnia się z Jeromem – właścicielem baru „Pijana małża”. Peter, Quagmire i Joe, chcą odzyskać jego przyjaźń. Chris zostaje królem szkoły i zaczyna się przez to panoszyć. Brian i Stewie próbują się dowiedzieć dlaczego Chris dostąpił koronacji. |                               |                      |        |     |
| 20 | Road to India                 | 22 maja 2016         | DACX18 | 269 |
| Brianowi psuje się komputer. Dzwoni do obsługi technicznej Microsoftu i zakochuje się w dziewczynie która go obsługuje. Wraz ze Stewiem lecą do Indii aby ją poznać. Tymczasem Joe zaprasza Petera na grę w bingo. |                               |                      |        |     |

## Sezon 15: 2016–2017
| Np | Nazwa odcinka                                | Premiera amerykańska | kod    | nr  |
| --- | -------------------------------------------- | -------------------- | ------ | --- |
| 1 | The Boys in the Band                         | 24 września 2016     | EACX01 | 270 |
| Stewie i Brian założyli duet „Czerwona i Niebieska Koszula” by śpiewać o prawdziwych przeżyciach dzieci, lecz Olivia Fuller − była dziewczyna/"była żona” Stewiego − rozbiła i przejęła ich przedsięwzięcie. Tymczasem, Chris nie mógł znaleźć pracy, dlatego Peter zorganizował mu stanowisko asystenta u Glenna Quagmire'a.                                   |                                              |                      |        |     |
| 2 | Bookie of the Year                           | 2 października 2016  | DACX10 | 271 |
| Na skutek odkrycia talentu Chrisa do gry w baseball, Peter, Joe, Quagmire i Cleveland zaczynają bogacić się na zakładach. W tym samym czasie Stewie i Brian ponownie spotykają Franka Sinatrę Juniora, z którym otwierają włoską restaurację. |                                              |                      |        |     |
| 3 | American Gigg-olo                            | 16 października 2016 | DACX19 | 272 |
| Podczas strajku pilotów, Quagmire znalazł się w trudnym położeniu i przez przypadek został striptizerem, a następnie żigolakiem. Tymczasem ubezpieczenie rodziny Griffin przestało obejmować Briana, więc pies znalazł sobie pracę w supermarkecie budowlanym.                                                                                                  |                                              |                      |        |     |
| 4 | Inside Family Guy                            | 23 października 2016 | DACX20 | 273 |
| James Woods stał się gospodarzem specjalnego odcinka pokazującego animowane kulisy serialu. W międzyczasie, Peter Griffin został zwolniony z produkcji i na jego miejsce zaangażowano Davida Spade, jako wujka Ricky. |                                              |                      |        |     |
| 5 | Chris Has Got a Date, Date, Date, Date, Date | 6 listopada 2016     | EACX02 | 274 |
| Chris był zdesperowany by zaprosić kogoś na szkolną potańcówkę. Za radą Stewiego, zaprosił jego idolkę Taylor Swift, która później okazała się nie tak miła, jak sądził. W międzyczasie, Peter został kierowcą przedsiębiorstwa Uber. |                                              |                      |        |     |
| 6 | Hot Shots                                    | 13 listopada 2016    | EACX03 | 275 |
| Podczas próby wygnania nietoperza z domu Griffinów, Peter zwichnął dłoń Stewiego. Dr Hartman stwierdził, że chłopiec nie był szczepiony, a Lois z ojcem dziecka przejrzeli alternatywne strony na ten temat i stali się przeciwnikami szczepień. Brian był wściekły na ich niewiedzę, a miasto wkrótce objęto kwarantanną z powodu spadającej ilości szczepień. |                                              |                      |        |     |
| 7 | High School English                          | 20 listopada 2016    | EACX04 | 276 |
| Peter włamuje się do obcego domu, a następnie przedstawia widzom trzy amerykańskie lektury szkolne – „Wielki Gatsby”, „Przygody Hucka”, oraz „Myszy i ludzie”. |                                              |                      |        |     |
| 8 | Carter and Tricia                            | 4 grudnia 2016       | EACX05 | 277 |
| Carter Pewterschmidt kupuje browar w którym pracuje Peter. Griffin odkrywa że teść planuje ciąć koszty nie zważając na toksyczne skutki takich działań. Kontaktuje się z dziennikarką Tricią Takanawą, która niespodziewanie zostaje nową partnerką Cartera. W tym samym czasie Stewie uczy jeździć Briana, który stracił prawo jazdy.                          |                                              |                      |        |     |
| 9 | How the Griffin Stole Christmas              | 11 grudnia 2016      | EACX06 | 278 |
| Peter zostaje Świętym Mikołajem w galerii handlowej, a gdy odkrywa że dzięki strojowi dostaje wszystko za darmo postanawia go nie zdejmować, co nie podoba się prawdziwemu Mikołajowi. Tymczasem Brian podrywa kobiety na firmowych wigiliach, na skutek czego Stewie rozpoczyna pracę w jednej z korporacji.                                                   |                                              |                      |        |     |
| 10 | Passenger Fatty-7                            | 8 stycznia 2017      | EACX07 | 279 |
| Peter, Joe, Cleveland i Quagmire lecą na wycieczkę do San Francisco. W drodze powrotnej ich samolot zostaje uprowadzony. Glenn − z pracy którego jego kumple się wyśmiewali − musiał udowodnić powątpiewającym i przerażonym sąsiadom oraz pasażerom, że jest świetnym pilotem.                                                                                 |                                              |                      |        |     |
| 11 | Gronkowsbees                                 | 15 stycznia 2017     | EACX08 | 280 |
| Peter wraz z kolegami dowiaduje się, że będzie mieszkać po sąsiedzku z gwiazdą drużyny futbolowej New England Patriots, Robertem Gronkowskim. W międzyczasie Stewie i Brian zaczynają sprzedawać miód z hodowli Stewiego. |                                              |                      |        |     |
| 12 | Peter’s Def Jam                              | 12 lutego 2017       | EACX09 | 281 |
| Peter z pomocą przyjaciół zostaje DJ-em, ale na skutek sławy odwraca się od nich, a następnie traci słuch. Tymczasem Brian wprowadza się do pokoju Stewiego, przez co zostają współlokatorami. |                                              |                      |        |     |
| 13 | The Finer Strings                            | 19 lutego 2017       | EACX10 | 282 |
| Brian zostaje psem przewodnikiem Cartera, który doznał zaćmy. Przyzwyczaja się do życia w luksusie i nie zamierza z niego rezygnować. W tym samym czasie Peter, Joe, Cleveland i Quagmire zakładają kwartet smyczkowy. |                                              |                      |        |     |
| 14 | The Dating Game                              | 26 lutego 2017       | EACX11 | 283 |
| Glenn Quagmire odkrył i pokochał mobilny portal randkowy Tinder, lecz szybko się od niego uzależnił, używając go do organizowania sobie przygodnego seksu. Tymczasem, Stewie cierpiał na skoliozę i został zmuszony do noszenia gorsetu, z czego wkrótce zaczął czerpać korzyści.                                                                               |                                              |                      |        |     |
| 15 | Cop and a Half-Wi                            | 12 marca 2017        | EACX12 | 284 |
| Peter zaczyna jeździć w patrolu z Joem. Spisuje się świetnie, lecz żeby uniknąć odpowiedzialności Joe bierze zasługi na siebie. W międzyczasie Stewie zapisuje się do drużyny futbolowej i w trakcie meczu doznaje urazu. |                                              |                      |        |     |
| 16 | Saturated Fat Guy                            | 19 marca 2017        | EACX13 | 285 |
| Lois postanawia wprowadzić zdrowe odżywianie dla całej rodziny. Peter nie potrafi tego wytrzymać i kupuje food trucka, w którym wkrótce zamieszkuje. Meg dostaje się do drużyny wrotkarskiej i wkrótce wraz z Chrisem odkrywają, że jest to bardziej brutalny sport, niż może się wydawać.                                                                      |                                              |                      |        |     |
| 17 | Peter’s Lost Youth                           | 26 marca 2017        | EACX14 | 286 |
| Peter wygrywa występ w profesjonalnym meczu baseballa. Wraz z Lois wyjeżdżają do Bostonu, gdzie wymarzony dzień Petera nie idzie do końca po jego myśli. Zostawiony pod opieką Meg Stewie zaczyna się bać siostry, na skutek czego postanawia uciec z domu. |                                              |                      |        |     |
| 18 | "The Peter Principal”                        | 30 kwietnia 2017     | EACX16 | 287 |
| Na skutek problemów prywatnych dyrektora liceum Peter tymczasowo przejmuje jego obowiązki, co zaczyna wykorzystywać Meg by zemścić się na osobach które ją prześladowały. Tymczasem Stewie i Brian postanawiają założyć pensjonat, jednak szybko zmienia się on w dom publiczny.                                                                                |                                              |                      |        |     |
| 19 | "Dearly Deported”                            | 21 maja 2017         | EACX17 | 288 |
| Na basenie Chris poznał piękną Meksykankę i krewną Consueli oraz matkę dwójki niemowląt. Zauroczyli się sobą ale Isabela zostawiła z Chrisem swe dzieci, gdy sama została deportowana. Lois nie spodobało się to i próbowała odesłać dzieci do matki, lecz ostatecznie sprowadziła Isabelę o siebie. Chris doświadczył tego jak ciężko być rodzicem.            |                                              |                      |        |     |
| 20 | "A House Full of Peters”                     | 21 maja 2017         | EACX19 | 289 |
| Lois przez przypadek odkryła, że Peter − z jednego oddanego kubka spermy − doczekał się kilkudziesięciu nieślubnych dzieci. Lois zauroczyła się jednym z pasierbów, Larrym, ale ich „romans” skończył się na pocałunku. Peter zawalczył o żonę. |                                              |                      |        |     |

## Sezon 16: 2017–2018
| Np | Nazwa odcinka                       | Premiera amerykańska | kod    | nr  |
| --- | ----------------------------------- | -------------------- | ------ | --- |
| 1 | „Emmy-Winning Episode”              | 1 października 2017  | FACX06 | 290 |
| Skoro Family Guy nie wygrała żadnej Emmy od momentu powstania w 1999 roku, Peter zdecydował by upodobnić swój show do innych, które wygrywają tę statuetkę. Spróbował zmierzyć się ze zdobywcami tej nagrody, jak „Współczesna rodzina”, „Transrodzic”, „Teoria wielkiego podrywu”, „Zdrówko”, „Dziewczyny”, „Breaking Bad”, „Rodzina Soprano”, „Homeland”, „Orange Is the New Black”, „Gra o tron”, „Project Runway”, „Casting Couch” aktorki Asa Akira (dla branży porno) czy „Real Time with Bill Maher”. Gospodarz ostatniego programu potwierdził mu tylko, że Family Guy nigdy nie zdobędzie Emmy. Jego show jest do niczego (Alec Baldwin), zastępują sceny z ważnymi aktorami Peterem (Aaron Sorkin), głosy Afroamerykanów i Latynosów są podkładane przez białych (Shonda Rhimes) oraz − najgorsze ze wszystkich − po każdym wydarzeniu wszystko wraca do normy, co jest stratą czasu (Julie Bowen). |                                     |                      |        |     |
| 2 | "Foxx in the Men House”             | 8 października 2017  | FACX20 | 291 |
| Peter stał się przyjacielem fajnego, wyluzowanego i przystojnego ratownika medycznego Strykera Foxxa. Oczarowany uczuciem bycia fajnym, porzucił Quagmire'a, Joego i Clevelanda. |                                     |                      |        |     |
| 3 | "Nanny Goats”                       | 15 października 2017 | FACX02 | 292 |
| Griffinowie otrzymali nianię do swych dzieci, dzięki uprzejmości Pewterschmidtów. Dzięki temu Lois i Peter zyskają czas by odnowić swoją więź. |                                     |                      |        |     |
| 4 | "Follow the Money”                  | 22 października 2017 | FACX15 | 293 |
| Po tym jak Chris zgubił specjalny 1-dolarowy rachunek na swoje urodziny, ów dokument przeszedł z rąk do rąk każdego mieszkańca Quahog. |                                     |                      |        |     |
| 5 | "Three Directors”                   | 5 listopada 2017     | EACX18 | 294 |
| Historia wyrzucenia Petera z pracy w browarze Pawtuckett, opowiedziana stylem reżyserów Quentina Tarantino, Wesa Andersona, i Michaela Bay. |                                     |                      |        |     |
| 6 | "The D in Apartment 23"             | 12 listopada 2017    | FACX03 | 295 |
| Po tym jak Brian opublikował ultra-rasistowskiego tweeta, stał się Persona non grata w całym Quahog. Nawet jego rodzina zmusiła go do przeprowadzki do obskurnego mieszkania. |                                     |                      |        |     |
| 7 | "Petey IV”                          | 19 listopada 2017    | FACX04 | 296 |
| Władimir Putin odwiedził Griffinów po tym jak Peter napisał do niego obraźliwego maila na temat zakończenia rosyjskiej wersji filmu Rocky IV. W tym czasie, Brain podjął pracę w linii dla samobójców i zakochał się w koleżance z pracy, Marcie. |                                     |                      |        |     |
| 8 | "Crimes and Meg's Demeanor”         | 3 grudnia 2017       | FACX05 | 297 |
| Meg zaczęła pić alkohol w trakcie ostatniego roku nauki w szkole co zmartwiło Lois i uradowało Petera. W międzyczasie, Brian i Stewie podejrzewali, że dyrektor szkoły zabił swą żonę. |                                     |                      |        |     |
| 9 | "Don't Be a Dickens at Christmas”   | 10 grudnia 2017      | FACX07 | 298 |
| Peter odbędzie podróż z Patrickiem Swayze po całym Quahog tak jak w „opowieści wigilijnej”. gdyż stracił w sobie ducha świąt. |                                     |                      |        |     |
| 10 | "Boy (Dog) Meets Girl (Dog)”        | 7 stycznia 2018      | FACX09 | 299 |
| W Quahog odbywają się walentynki. Każdy z bohaterów spędza je na swój sposób. Chris czeka na Arthura Valentine. Brian cierpi z powodu swojej partnerki i próbuje zajeść smutki czekoladą. Truje się nią i ląduje u weterynarza, gdzie poznaje pewną suczkę. |                                     |                      |        |     |
| 11 | "Dog Bites Bear”                    | 14 stycznia 2018     | FACX01 | 300 |
| Pijany Brian niszczy Ruperta – misia Stewiego. Stewie wyrusza w podróż celem rozrzucenia jego prochów. Peter nie chce umyć ręki po podaniu jej swojemu idolowi. |                                     |                      |        |     |
| 12 | "Send in Stewie, Please”            | 18 marca 2018        | FACX10 | 301 |
| Stewie odbywa poważną rozmowę z dziecięcym psychologiem w przedszkolu, który pomaga mu odnaleźć swoje wewnętrzne „Ja”. |                                     |                      |        |     |
| 13 | "V is for Mystery”                  | 25 marca 2018        | FACX08 | 302 |
| Tym razem akcja serialu przenosi się do XIX – wiecznej, gdzie poszczególni bohaterowie odgrywają role rodem z Sherlocka Holmesa. |                                     |                      |        |     |
| 14 | "Veteran Guy”                       | 1 kwietnia 2018      | FACX11 | 303 |
| Peter na wyprzedaży rzeczy używanych kupuje czapkę weterana. Widząc, jak mieszkańcy reagują na niego, postanawia dać czapki weteranów swoim przyjaciołom. Chcąc wykorzystać swoją pozycję weteranów wsiadają na pokład samolotu, gdzie zostali oskarżeni o podszywanie się. Peter, Joe i Cleveland (Quagmire okazuje się być faktycznie weteranem) zostają skazani na odbycie służby w Straży Przybrzeżnej. Glenn za na mową Ojca-Matki zaciąga się wraz z nimi. Przyjaciele po „szkoleniu” dostają przydział na Florydzie. Z powodu niedomówień Quagmire opuszcza przyjaciół, a pozostała trójka odkrywa, że ktoś planuje atak terrorystyczny. Peter, Joe i Cleveland dostają się na statek, który jest celem zamachowców, ale przegrywają z nimi starcie. Na szczęście sytuację ratuje Quagmire. |                                     |                      |        |     |
| 15 | "The Woof of Wall Street”           | 8 kwietnia 2018      | FACX12 | 304 |
| Stevie zaczyna zarabiać pieniądze grając na giełdzie. Brian uczy go Gymkaty (połączenia Gimnastyki i Karate), w zamian za lekcje gry na giełdzie. Peter, Quagmire, Cleveland i Joe zaczęli prowadzić bar „Pijaną małżę”. Peter chcąc uatrakcyjnić miejsce, sprowadza byka, który demoluje cały bar, niszcząc również portret matki Jerome’a. Przyjaciele udają się na kurs malowania. Międzyczasie Brian chce zainwestować swój majątek w wytwórnię soków witaminowych, które jak się okazało robione są z psiny. Brian zostaje jednak porwany i umieszczony w klatce wraz z innymi psami. Steve i Rupert ruszają mu na ratunek. |                                     |                      |        |     |
| 16 | "Family Guy Through the Years”      | 22 kwietnia 2018     | FACX13 | 305 |
| Peter przedstawia widzom trzy „archiwalne” wersje serialu „Family Guy”. Przedstawiona jest wersja z 1956, gdzie Griffinowie zmagają się z problemami tamtych czasów, czyli zakupem telewizora oraz pracujących kobiet. Później emitowany jest odcinek z 1969 roku, gdzie popularny staje się Woodstock. Ostatni odcinek pochodzi z 1973 roku, gdzie Chris Griffin ma udać się na wojnę w Wietnamie. |                                     |                      |        |     |
| 17 | "Switch the Flip”                   | 29 kwietnia 2018     | FACX14 | 306 |
| Peter przynosi do domu wszystkowiedzącą maszynkę Brandee. Brian czując się samotny zakochuje się w niej i wpada w szał zakupów. Po pewnym czasie skończył mu się limit na karcie i windykator zabrał mu wszystkie rzeczy. Nawet Brandee. Steve widząc smutek Briana proponuje mu zamianę ciał na jeden dzień oraz oferuje znalezienie pracy i dziewczyny. Nic to nie dało, więc chcą odmienić się z powrotem. Nieoczekiwanie do maszyny zmian wpadają Peter i Chris, a maszyna ulega zniszczeniu. Stewie znajdujący się w ciele Petera musi jechać z żoną na weekend do seks-seminarium. Chris w ciele Briana, Brian w ciele Chrisa oraz Peter w ciele Stewiego ruszają z zepsutą maszyną do Stewiego – Petera aby naprawić maszynę i zamienić się ciałami z powrotem. Pod drodze dochodzi do wypadku i całe miasto ulega zamianie ciał.                                                                      |                                     |                      |        |     |
| 18 | "HTTPete”                           | 6 maja 2018          | FACX15 | 307 |
| Browar w którym pracuje Peter przeżywa kryzys związany ze sprzedażą. Dyrektor, celem poprawy wizerunku i zrozumienia grupy docelowej browaru zatrudnia millenialsa Hammera. Peter zaciągając się e-papierosem zamienia się w millenialsa. Po śmierci Hammera, Peter awansuje na szefa mediów społecznościowych w browarze. Peter aby zwrócić uwagę millenialsów zakłada sześciosekundowy show. Staje się dzięki temu gwiazdą mediów społecznościowych i zostaje zaproszony do Doliny krzemowej. W Dolinie krzemowej, Peter doprowadza do awarii, czego skutkiem jest wyłączenie internetu, co doprowadziło do chaosu. Peter chcąc ratować sytuację staje się internetem. |                                     |                      |        |     |
| 19 | "The Unkindest Cut”                 | 13 maja 2018         | FACX16 | 308 |
| Joe pożyczył ślizgacza i wraz z Peterem, Quagmirem i Clevelandem udają się na narty wodne. Quagmire wpadł do wody i rekin odgryza mu penisa. Tymczasem Stewie i Brian udają się na Florydę w celu znalezienia ukrywającego się Morta Goldmana, oskarżonego o sprzedaż recept na nieżyjące osoby. Na Florydzie okazało, że się, że Morta ściga również mafia. Glenn po wyjściu ze szpitala, aby nie myśleć o seksie znalazł sobie nowe hobby – brzuchomówstwo. Po nieudanym występie transseksualny ojciec Quagmire'a Ida oddaje mu swojego penisa na przeszczep. |                                     |                      |        |     |
| 20 | "Are You There God? It's Me, Peter” | 20 maja 2018         | FACX17 | 309 |
| Peter postanawia leniuchować na kanapie, ale robił to tak długo, że jego plecy stopiły się z kanapą. Nie chcąc chirurgicznego usunięcia narośli, naznaczył życie swej rodziny tym stanem aż w końcu uległ wypadkowi. W zaświatach, w windzie, spotkał Boga, który nie wiedział, czy urządzenie zabierze go do nieba, czyśćca czy piekła. Do Petera dotarło, że nie żyje, a Bóg spełnił jego prośbę, by żył jeszcze 1 dzień i udowodnił Stwórcy, że jego rodzina nie będzie miała bez niego lepiej. Griffin zawiódł i gdy przyznał Bogu, że od początku miał rację, dostał nagrodę w postaci anulowania zgonu. |                                     |                      |        |     |

## Sezon 17: 2018–2019
| Np | Nazwa odcinka                  | Premiera amerykańska | kod    | nr  |
| --- | ------------------------------ | -------------------- | ------ | --- |
| 1 | „Married… with Cancer”         | 30 września 2018     | HCX02  | 310 |
| Brian zakochuje się w dziewczynie imieniem Jess. Z czasem wychodzi na jaw, że ta ma raka, więc Brian decyduje się pojąć ją za żonę. Wkrótce zaczyna żałować swojej decyzji, gdyż nowotwór zaczął się cofać. |                                |                      |        |     |
| 2 | "Dead Dog Walking”             | 7 października 2018  | HACX03 | 311 |
| Małżeństwo Briana i Jess okazało się totalną klapą, więc zgodnie z sugestią Petera chce z tym skończyć. Międzyczasie Stewie i Chris zainteresowali się vapowaniem. |                                |                      |        |     |
| 3 | "Pal Stewie”                   | 14 października 2018 | FACX18 | 312 |
| Stewie podczas zabawy w parku poznaje nowego przyjaciela Hudsona. Jednak ich przyjaźń zostaje wystawiona na próbę, gdy Stewiemu wydaje się, że Hudson nie zaprosił go na przyjęcie urodzinowe. Tymczasem Peter zmienia swoje relacje z żoną po uczestniczeniu w seminarium prowadzonym przez Tony’ego Robbins'a. |                                |                      |        |     |
| 4 | "Big Trouble in Little Quahog” | 21 października 2018 | FACX19 | 313 |
| Brian zaczął naśmiewać się ze Stewiego, że ten jest niskiego wzrostu. Stewie konstruuje maszynę zmniejszającą, aby upokorzyć Briana. Przypadkiem zmniejszają się oboje do rozmiaru drobin i poznają niesporczaka Vernona. |                                |                      |        |     |
| 5 | "Regarding Carter”             | 4 listopada 2018     | HACX04 | 314 |
| Lois dostaje w prezencie od Cartera pistolet. Wskutek przypadku ojciec Lois zostaje postrzelony przez co zmienia swoje dotychczasowe życie. |                                |                      |        |     |
| 6 | "Stand by Meg”                 | 11 listopada 2018    | HACX05 | 315 |
| Stewie oraz Brian, pomagają Meg w zdobyciu chłopaka. Tymczasem Chris na sugestię dyrektora Shepherd'a przenosi się do szkoły zawodowej. |                                |                      |        |     |
| 7 | "The Griffin Winter Games”     | 18 listopada 2018    | HACX01 | 316 |
| Meg dostaje się do drużyny olimpijskiej USA w biathlonie i przygotowuje się do Zimowych Igrzysk Olimpijskich. |                                |                      |        |     |
| 8 | "Con Heiress”                  | 2 grudnia 2018       | HACX07 | 317 |
| Stewie odkrywa, że Brian angażuje się w związki ze starymi bogatymi dziedzicami fortuny i dołącza do jego intryg. Po czasie dowiadują się, że Quagmire robi im konkurencję. Peter uczy Chrisa kosić trawniki, więc przebiera się w dziecinny strój, przez co pan Herbert wziął go za kolegę młodego Griffina. |                                |                      |        |     |
| 9 | "Pawtucket Pete”               | 9 grudnia 2018       | FACX20 | 318 |
| Po śmierci szefowej Petera Angeli, jej miejsce zajmuje para Bert i Sheila. Ci degradują Petera do roli obwoźnego kubła na śmieci, a później do rozdzielacza nowych próbek piwa i moczu. Po czasie jednak mianują go nową maskotką browaru Pawtucket. Jego szczęście odwraca się gdy Brian zyskuje większą popularność niż on. Zdenerwowany Peter postanawia się zemścić na szefach. |                                |                      |        |     |
| 10 | "Hefty Shades of Gray”         | 6 stycznia 2019      | HACX08 | 319 |
| Na skutek nieudanego polowania na duchy, Peter zostaje zamknięty w piwnicy, przez co ze strachu bieleją mu włosy. Dzięki temu zostaje uznany za godnego zaufania i prowadzi wiadomości wraz z Tomem Tuckerem. Tymczasem Brian i Stewie odkrywają powód, dlaczego Chris nie jest zainteresowany kobietami i postanawiają mu w tym pomóc. |                                |                      |        |     |
| 11 | "Trump Guy”                    | 13 stycznia 2019     | HACX09 | 320 |
| Peter zostaje przeniesiony do Waszyngtonu, aby objąć posadę sekretarza prasowego prezydenta Donalda Trumpa. Wszystko zaczyna się psuć, kiedy Peter odkrywa, że Donald molestuje Meg. |                                |                      |        |     |
| 12 | "Bri, Robot”                   | 10 lutego 2019       | HACX10 | 321 |
| Po swych urodzinach, Brian popada w depresję, wiedząc, że nigdy nie miał okazji napisać swojej autobiografii. Stewie konstruuje dla niego robota klona, który był odzwierciedleniem Briana. Tymczasem Peter zatrudnia się w salonie masażu. |                                |                      |        |     |
| 13 | "Trans – Fat”                  | 17 lutego 2019       | HACX11 | 322 |
| Po skorzystaniu z łazienki dla osób transpłciowych Peter zostaje mylnie uznany za jednego z nich. Widząc to, jakie płyną z tego korzyści zaczyna ubierać się jak kobieta. Sprawy komplikują się gdy na skutek wypadku z wentylatorem zapada w śpiączkę i budzi się już po operacji zmiany płci. |                                |                      |        |     |
| 14 | "Family Guy Lite”              | 3 marca 2019         | HACX12 | 323 |
| Peter nie chcąc jechać windą z jednym ze współpracowników, postanowił wejść po schodach. Przypadkowo uruchamia alarm przeciwpożarowy, przez co dostaje reprymendę od Berta i Sheili. Peter poprosił Quagmire'a o pomoc w zrzuceniu wagi. W międzyczasie Brian i Stewie próbują odkryć z kim ma romans Lois. |                                |                      |        |     |
| 15 | "No Giggity, No Doubt”         | 10 marca 2019        | HACX13 | 324 |
| Przyjaciele zgłaszają się do opieki na balu maturzystów. Quagmire poznaje tam dziewczynę, która okazuje się być jego córką. Postanawia zająć się córką i wyrusza z nią na wycieczkę wraz z Peterem i Meg. |                                |                      |        |     |
| 16 | "You Can't Handle the Booth”   | 24 marca 2019        | HACX14 | 325 |
| Rodzina Griffinów udaje się do studia filmowego "Family Guy" aby móc skomentować ostatnio nagrany odcinek. |                                |                      |        |     |
| 17 | "Island Adventure”             | 31 marca 2019        | HACX06 | 326 |
| Peter wyrzuca rowerek Stewiego, więc ten postanawia go odnaleźć na wyspie śmieci. |                                |                      |        |     |
| 18 | "Throw It Away”                | 28 kwietnia 2019     | HACX15 | 327 |
| Zainspirowana książką Tricii Takanawy „Wyrzuć to”, promowaną w telewizji, Lois skutecznie pozbyła się wszystkiego z domu, łącznie z rodziną i popadła w depresję, gdy okazało się, że nic jej nie zostało. |                                |                      |        |     |
| 19 | "Girl, Internetted”            | 5 maja 2019          | HACX17 | 328 |
| Peter zabiera rodzinę i wpływa na Meg, aby stała się gwiazdą Internetu. Meg natychmiast staje się popularna, ale tylko wtedy, gdy rezygnuje z niezdrowego jedzenia i traci nogi z powodu cukrzycy typu 2. Tymczasem Brian zasypia za kierownicą i rozbija swoją Toyotę Prius z innym samochodem. Jest zmuszony jeździć w hummerze dostarczonym przez właściciela warsztatu blacharskiego z niektórymi częściami tego wątku podanego przez Sama Elliotta. Kiedy przychodzi czas na zwrot Hummera, Brian nie chce go oddać. |                                |                      |        |     |
| 20 | "Adam West High”               | 12 maja 2019         | HACX16 | 329 |
| Burmistrz Adam West umiera. By go upamiętnić, Brian wnosi petycję o zmianę nazwy „James Woods High School” na „Adam West High”, co mu się udaje. Teraz, gdy nie ma już burmistrza Westa, miasto Quahog potrzebuje nowego burmistrza. Brian decyduje się kandydować, ale Quagmire próbuje sabotować jego kampanię, samemu ubiegając się o stanowisko co prowadzi do incydentu zakończonego niemalże smiercią dla dwóch bohaterów.                                                                                          |                                |                      |        |     |

## Sezon 18: 2019–2020
| Np | Nazwa odcinka                           | Premiera amerykańska | kod    | nr  |
| --- | --------------------------------------- | -------------------- | ------ | --- |
| 1 | „Yacht Rocky”                           | 29 września 2019     | HACX18 | 330 |
| Peter dostał zawału na wiadomość, że zostanie niemalże zwolniony. By zredukować poziom stresu, udają się z rodziną na wycieczkowiec, który kończy jak statek „Posejdon”. Meg, podczas rejsu, poznała swoją miłość, lecz majtek zginął podczas przewracania się okrętu. |                                         |                      |        |     |
| 2 | „Bri-Da”                                | 6 października 2019  | HACX19 | 331 |
| Aby upewnić się, że nie stracą genialnych pomysłów za milion dolarów, gdy są pijani, Peter, Joe i Cleveland dopasowują kamery policyjne do swoich ciał. Tymczasem, Brian po raz drugi umówił się z Idą Davis, ojcem-matką Glenna, czemu Quagmire oczywiście się sprzeciwił. |                                         |                      |        |     |
| 3 | „Absolutely Babulous”                   | 13 października 2019 | HACX20 | 332 |
| Stewie zaczął kwestionować wszystkie swoje osiągnięcia w życiu, gdy Brian powiedział mu, że otrzymywał nagrody za uczestnictwo. Tymczasem, Peter musiał naprawić szkody, które wyrządził między relacjami teściów, tłamszonej Babs i Cartera. |                                         |                      |        |     |
| 4 | „Disney's The Reboot”                   | 20 października 2019 | JACX02 | 333 |
| Sieć Fox spróbowała znaleźć nowy sposób na serial pod kuratelą Disneya: Lois jako główną bohaterką, nowy serial z Chrisem, Tricią Takanawą jako jego żoną i natrętnym Joe oraz parodię „Riverdale” i „Teen Wolf: Nastoletni wilkołak” z młodymi bohaterami serialu. |                                         |                      |        |     |
| 5 | „Cat Fight”                             | 3 listopada 2019     | JACX03 | 334 |
| Po tym, jak Quagmire otworzył sklep z kawą, przyjazny dla kotów, Brian spróbował go zamknąć, stwierdzając, że jest szkodliwy dla zdrowia publicznego. Kiedy Joe zamknął to miejsce, miasto zakazało przebywania wszystkich zwierząt w miejscach publicznych, ograniczając Briana do domu. Lois zabrała Meg i Chrisa do chrześcijańskiego obozu po tym, jak tych dwoje opuściło klasę wychowania fizycznego, próbując poprawić moralność rodziny, ale szybko się znudzili. |                                         |                      |        |     |
| 6 | „Peter & Lois' Wedding”                 | 10 listopada 2019    | JACX05 | 335 |
| Kiedy Internet zgasł, Peter i Lois opowiedzieli o tym, jak się poznali. W swojej historii Peter musiał dowiedzieć się, jak naprawić sytuację na wieczorze kawalerskim, który mógł spowodować, że straciłby Lois na zawsze. Parodia serialu „Przyjaciele”. |                                         |                      |        |     |
| 7 | „Heart Burn”                            | 17 listopada 2019    | JACX10 | 336 |
| Wariacja twórców na temat trzech historii miłosnych: „wojny trojańskiej”, „Romeo i Julii” i „fatalnego zauroczenia”. Peter Griffin jako on sam, Parys, Romeo Montecchi i Dan Gallagher; Lois Griffin jako ona sama, Helena Trojańska, Julia Capuleti, Alex Forrest i Beth Rogerson Gallagher; Chris Griffin jako on sam, Ezekchiel z Grecji, adorator Julii i Jim Levenstein z American Pie; Joe Swanson jako Trojanin, Merkucjo i oraz kumpel Dana; Cleveland Brown jako Trojanin, przyjaciel Romea oraz kumpel Dana; Stewie Griffin jako Achilles, Parys z Werony i Ellen Gallagher; Brian Griffin jako Menelaos i królik Ellen Gallagher; Glenn Quagmire jako Trojanin, zakonnik Jan z Werony i kumpel Dana; Cleveland Brown jako Trojanin, przyjaciel Romea, kumpel Dana, a także Carter Pewterschmidt jako ojciec Capuleti. |                                         |                      |        |     |
| 8 | „Shanksgiving”                          | 20 listopada 2019    | JACX04 | 337 |
| Peter postanowił spędzić Święto Dziękczynienia wraz z przyjaciółmi w więzieniu, a nie w domu, gdyż Lois zaprosiła swoich krewnych, Pewterschmidtów. Tymczasem Stewie ujawnił skrywaną od dawna tajemnicę: był przyjacielem jednego z więźniów z którym wymieniał romantyczne listy i w końcu poślubił go. |                                         |                      |        |     |
| 9 | „Christmas is Coming”                   | 15 grudnia 2019      | JACX06 | 338 |
| Meg przeżyła swój pierwszy orgazm na kolanach Świętego Mikołaja trzymając Stewiego na rękach. Odtąd podejmowała działanie by go ponownie odnaleźć. W końcu spotkała go, lecz okazał się on tym prawdziwym z Laponii. Tymczasem, Stewie przeżył traumę z powodu tego co widział. Brian wyjaśnił mu co to było i przywrócił wiarę w tego, który daje prezenty. |                                         |                      |        |     |
| 10 | „Connie's Celica”                       | 5 stycznia 2020      | JACX08 | 339 |
| Lois została nową nauczycielką muzyki w szkole swoich dzieci. Connie D’Amico okazała jej jednak brak szacunku za co wyrzucono ją ze szkoły. W odwecie rozpoczęła cyberbullying przeciw Lois i sfabrykowała własną śmierć posługując się świnką Peppą. Policjanci odkryli jej kryjówkę i wypuścili żonę Petera z więzienia. |                                         |                      |        |     |
| 11 | „Short Cuts”                            | 16 lutego 2020       | JACX11 | 340 |
| Brian został wyrzucony z apteki Morta, ale przez przypadek ogłuszył złodzieja. Został okrzyknięty bohaterem, przez co skontaktował się z nim jego dawny przyjaciel, sprzed adopcji przez Griffinów, George Townsend. Ten osiągnął olbrzymi sukces, ale poprzysiągł zemstę Brianowi przez namówienie go do kastracji, co odkrył Stewie i go powstrzymał. Tymczasem Lois zdecydowała się na ścięcie włosów, co doprowadziło do konfliktu z mężem. |                                         |                      |        |     |
| 12 | „Undergrounded”                         | 23 lutego 2020       | JACX13 | 341 |
| Za namową chłopaków, Peter zyskał sekretną kartę kredytową. W toku wydatków, Lois dowiedziała się o niej i dała szlaban małżonkowi. Ten, by wyrwać się z domu, zaczął kopać tunel do baru „Pijany Małż”. Brian nakrył go na tym ale Peter wymusił na nim posłuszeństwo i gdy sam dotarł do baru, pokazał swoje dzieło Joemu, Glennowi i Clevelandowi. Podczas zwiedzania tunel zawalił się, pozostawiając im jamę z ograniczoną ilością powietrza. Gdy Brian przekazał w końcu sekret Petera do Stewiego a ten do Lois, rozpoczęła się akcja ratunkowa zakończona sukcesem. |                                         |                      |        |     |
| 13 | „Rich Old Stewie”                       | 1 marca 2020         | JACX12 | 342 |
| W sklepie z przebraniami, Stewie wyobraził sobie swoją przyszłość w której odziedziczył po dziadku jego fortunę. Wciąż żyjący – dzięki lekowi Stewiego – Brian oszukał go i wmówił, że Peter umiera. Stewie wrócił do Quahog, odremontował zdewastowany stary dom i nawet zadeklarował się przepisać rodzinie swoje bogactwo. Domyślił się oszustwa, więc odkręcił gaz, który wybuchł rozrywając wszystkich Griffinów na kawałki a Briana skazał na cierpienie. |                                         |                      |        |     |
| 14 | „The Movement”                          | 8 marca 2020         | JACX15 | 343 |
| Peter został trenerem baseballowej drużyny teścia. Zjadł jednak za dużo i podczas grania hymnu ukląkł z powodu ataku biegunki. Afroamerykańska społeczność Quahog uznała, że tym samym sprzeciwił się przemocy policji wobec czarnej ludności i uznała go za bohatera. Tymczasem, Meg została wysłana przez ojca do innego show pt. „American Dad” |                                         |                      |        |     |
| 15 | „Baby Stewie”                           | 15 marca 2020        | JACX14 | 344 |
| Brian wmówił Stewiemu, że wyrośnie na głupka mając geny Griffinów. Stewie wybudował maszynę która miała kontrolować jego mądre geny ale zmienił się w zwyczajnego bobasa. Gdy Brian chciał odwrócić proces, po kilkunastu zmianach przemienił go we wściekłego gremlina. W końcu sam cofnął się w czasie by zapobiec tragedii a stary Brian utopił nowego by nie zakłócić linii czasu. |                                         |                      |        |     |
| 16 | „Start Me Up”                           | 19 kwietnia 2020     | JACX16 | 345 |
| Wzmożone pocenie się Petera, z powodu awarii klimatyzacji w jego aucie, zmusiło Petera do pracy w domu, co wkrótce doprowadziło Lois do szału. Tymczasem, Brian, Stewie i Chris musieli uzbierać 3000 dolarów na pokrycie strat za zniszczenia w sklepie elektronicznym. Zdecydowali się zebrać pieniądze od ludzi na film, by tak zarobić a koniec końców go ukończyli. |                                         |                      |        |     |
| 17 | „Coma Guy”                              | 26 kwietnia 2020     | JACX07 | 346 |
| Lois urządziła ekskluzywne przyjęcie z którego oburzeni goście wyszli, gdy usłyszeli, że Peter nie przeczytał jakiejkolwiek książki. Lois nakazała mu przeczytać „Rok 1984” Orwella, ale ten wybrał płytę „1984” grupy Van Halen. Zakochał się w jej brzmieniu i podczas pościgu z Wielkim Kurczakiem uderzył w drzewo i pogrążył się w śpiączce. Doktor Hartman nakazał Lois wybrać czy chce go odłączyć od aparatury podtrzymującej życie. Gdy to zrobiła, Peter obudził się. Był wściekły ale rodzina wiedziała, że im nie wybaczy, więc odeszli od niego. On przyjechał przeprosić żonę na lotnisku. |                                         |                      |        |     |
| 18 | „Better Off Meg”                        | 3 maja 2020          | JACX17 | 347 |
| W dniu urodzin Meg, 23 marca, okazało się, że szkoła jest nieczynna i nikt jej o tym nie powiedział. Rodzina zabrała beczkę z peruką zamiast jej do wesołego miasteczka. Sama udała się do kręgielni, gdzie pomylono jej dowód osobisty i policja uznała ją za zmarłą. Mając dość tego jak wszyscy ludzie ją ignorują, postanowiła rozpocząć nowe życie w innym miejscu. Tymczasem, Chris radował się z tego jak bardzo ludzie go polubili po odejściu siostry. |                                         |                      |        |     |
| 19 | „Holy Bible”                            | 10 maja 2020         | JACX01 | 348 |
| Postacie serialu zostają obsadzone w rolach bohaterów „Pisma Świętego”. Peter Griffin jako on sam, Adam, Noe i Jezus, Lois Griffin jako ona sama, Ewa, żona Noego i Maria Magdalena, Chris Griffin jako on sam, syn Noego i Jan Apostoł, Meg Griffin jako ona sama, córka Noego i fotograf na wieczerzy Jezusa, Stewie Griffin jako on sam i żołnierz rzymski, Brian Griffin jako on sam i Judasz Iskariota, Glenn Quagmire jako wąż w ogrodzie Eden i jeden z apostołów, Cleveland Brown jako on sam (głos), sąsiad Noego i jeden z apostołów, Mort Goldman jako subiekt Piłata oraz Carter Pewterschmidt jako Piłat. |                                         |                      |        |     |
| 20 | „Movin' In (Principal Shepherd’s Song)” | 17 maja 2020         | JACX18 | 349 |
| Chris został wybrany do przeczytania szkolnych ogłoszeń. Zrobił kilka błędów, więc dyrektor mu podziękował, ale nie wyłączył mikrofonu. Cała szkoła usłyszała jak okrutnie żartował z otyłości Chrisa. Lois doprowadziła do zwolnienia go, natomiast Peter wymusił na niej by zamieszkał z nimi, zamiast w aucie, jak dotychczas. Ten zorganizował ich życie w szkołę i w końcu posadził w karcerze, we własnej piwnicy. Griffinowie w końcu przywrócili go na stanowisko dyrektora szkoły. Tymczasem, Stewie − jako Griffin Stewart − wydał książkę o przygłupim psie, przypominającym Briana z wyglądu co doprowadziło pierwowzór postaci do furii. Pozwał chłopczyka do sądu a ten uznał psa za idiotę. Brian zemścił się. Jako Griffin Brian napisał książkę o Stewiem.                                                      |                                         |                      |        |     |

## Sezon 19: 2020–2021
Dnia 11 maja 2020 roku stacja Fox ogłosiła przedłużenie serialu na 19. sezon.
| Np | Nazwa odcinka                  | Premiera amerykańska      | kod | nr  |
| --- | ------------------------------ | ------------------------- | --- | --- |
| 1 | „Stewie's First Word”          | 27 września 2020 roku     |     | 350 |
| Stewie powie swoje pierwsze słowo i będzie to przekleństwo. Zszokowana Lois, unikana przez sąsiadów, podejmie śledztwo skąd nauczył się tego wyrazu. |                                |                           |     |     |
| 2 | "The Talented Mr. Stewie"      | 4 października 2020 roku  |     | 351 |
| Gdy okazuje się, że Rupert był kiedyś misiem Chrisa, Stewie próbuje ułożyć swoje życie na nowo. |                                |                           |     |     |
| 3 | "Boys & Squirrels"             | 11 października 2020 roku |     | 352 |
| Stewie i Chris biorą pod opiekę młodą wiewiórkę, która straciła rodziców. Gdy ta zostaje zabita przez Briana, bracia nie mogą pogodzić się ze stratą. W tym samym czasie doktor Hartman sprawia, że Peter staje się wyższy. |                                |                           |     |     |
| 4 | "Cutawayland"                  | 1 listopada 2020 roku     |     | 353 |
| Peterowi i Lois przeszkadza brak prywatności i ciągłe towarzystwo dzieci. Okazuje się, że potrafią przenosić się między wstawkami. |                                |                           |     |     |
| 5 | "La Famiglia Guy"              | 8 listopada 2020 roku     |     | 354 |
| Joe prosi Petera by został ojcem chrzestnym Susie. Ten bierze to zbyt poważnie i zostaje głową mafii. Chris wyjeżdża do Włoch, gdzie układa sobie życie. |                                |                           |     |     |
| 6 | "Meg's Wedding"                | 15 listopada 2020 roku    |     | 355 |
| Meg oznajmia rodzicom że wychodzi za mąż za Bruce’a – lokalnego geja. |                                |                           |     |     |
| 7 | "Wild Wild West"               | 22 listopada 2020 roku    |     | 356 |
| Lois zaniepokojona stanem miasta po śmierci burmistrza Westa namawia bibliotekarkę Elle Hitler by kandydowała na stanowisko burmistrza. Peter znajduje własnego kandydata – kuzyna byłego burmistrza, kowboja Wilda Westa. |                                |                           |     |     |
| 8 | "Pawtucket Pat"                | 6 grudnia 2020 roku       |     | 357 |
| Brian zostaje dziennikarzem portalu internetowego "The Hog". Po jego artykule na temat bohatera Quahog – Pawtucket Pata – mieszkańcy postanawiają obalić jego pomnik, a Peter próbuje temu zapobiec. |                                |                           |     |     |
| 9 | "The first No L"               | 13 grudnia 2020 roku      |     | 358 |
| Zbliżają się święta Bożego Narodzenia. Przytłoczona obowiązkami Lois postanawia dać rodzinie nauczkę i wyprowadza się z domu. Gdy orientuje się, że Peter daje radę samemu zorganizować święta, postanawia się zemścić. |                                |                           |     |     |
| 10 | "Fecal Matters"                | 17 stycznia 2021 roku     |     | 359 |
| Podczas epidemii grypy Peter czuje się zaskakująco dobrze. Władze szpitala proszą go, by został pielęgniarzem. Na oddział ratunkowy trafia wróg Griffina – Wielki Kurczak. Stawia to mężczyznę przed dylematem. Tymczasem Brian wykonuje internetowy test, z którego wynika że jest w 1% kotem.                                                            |                                |                           |     |     |
| 11 | "Boy’s Best Friend"            | 21 lutego 2021 roku       |     | 360 |
| Brian zaprzyjaźnia się z nastoletnim synem swojej nowej dziewczyny. Tymczasem Peter, Cleveland i Quagmire podkradają klasyczny samochód, który Joe dostał w spadku. |                                |                           |     |     |
| 12 | "And Then There’s Fraud"       | 28 lutego 2021 roku       |     | 361 |
| Peter i Chris podczas meczu baseballa wpadają na pomysł sprzedaży fałszywych pamiątek sportowych. Stewie poddaje się operacji plastycznej, mających zapobiec procesowi starzenia się. |                                |                           |     |     |
| 13 | "PeTerminator"                 | 7 marca 2021 roku         |     | 362 |
| Stewie postanawia zabić Lois. Tworzy w tym celu projekt śmiercionośnego robota wyglądającego jak Peter. Niebawem sam staje się celem własnej maszyny. |                                |                           |     |     |
| 14 | "The Marrying Kind"            | 14 marca 2021 roku        |     | 363 |
| Griffinowie wyjeżdżają na ślub Morta Goldberga do Nowego Orleanu. Po powrocie Chris i Peter nadużywają hotelowych śniadań. Tymczasem Stewie chcąc uniknąć samotności zamawia sobie żonę z Ukrainy. |                                |                           |     |     |
| 15 | "Customer of the Week"         | 28 marca 2021 roku        |     | 364 |
| Lois zaczyna zauważać, że nikt jej nie docenia. Chcąc polepszyć swoją samoocenę kobieta robi wszystko, by zdobyć tytuł najlepszego klienta w swojej ulubionej kawiarni. |                                |                           |     |     |
| 16 | "Who's Brian Now?"             | 11 kwietnia 2021 roku     |     | 365 |
| Po śmierci ulubionego fryzjera Peter zapuszcza włosy. Gdy Brian dowiaduje się, że miał innych właścicieli przed Griffinami – zamożną rodzinę Hendersonów, postanawia odnowić kontakt. |                                |                           |     |     |
| 17 | "Young Parent Trap"            | 18 kwietnia 2021 roku     |     | 366 |
| Lois i Peter zostają omyłkowo wzięci za młodych rodziców. Wraz z nowo poznanymi millenialsami przeprowadzają się wraz ze Stewiem do nowego mieszkania. Zostawieni sami w domu Chris i Meg postanawiają zdemaskować rodziców. |                                |                           |     |     |
| 18 | "Meg Goes to College"          | 2 maja 2021 roku          |     | 367 |
| Peter i Lois kłamią w aplikacji Meg na studia, by ta dostała się na Uniwersytet Browna. Peter zafascynowany kampusem postanawia zamieszkać tam razem z Meg. Gdy oszustwo wychodzi na jaw, Meg musi udowodnić, że wszystko, co skłamali rodzice, jest prawdą. W międzyczasie Brian postanawia zadbać o formę, a jego trenerem zostaje wróg Stewiego – Doug. |                                |                           |     |     |
| 19 | "Family Cat"                   | 9 maja 2021 roku          |     | 368 |
| Griffinowie biorą pod opiekę kota. Brian próbuje ich przekonać, że zwierzę jest wcieleniem zła. |                                |                           |     |     |
| 20 | "Tales of Former Sports Glory" | 16 maja 2021 roku         |     | 369 |
| Chłopaki raczą się opowieściami o swoich młodzieńczych osiągnięciach w świecie sportu. Cleveland jako nastolatek był baseballistą z Kuby, Quagmire niepoprawną gwiazdą tenisa z Nowego Jorku, a Peter niedocenianym bokserem z Filadelfii. Ostatni odcinek w którym głosem Clevelanda jest Mike Henry.                                                     |                                |                           |     |     |

## Sezon 20: 2021–2022
Dnia 23 września 2020 roku stacja Fox ogłosiła przedłużenie serialu na 20. i 21 sezon.
| Np | Nazwa odcinka                    | Premiera amerykańska      | kod    | nr  |
| --- | -------------------------------- | ------------------------- | ------ | --- |
| 1 | „LASIK Instinct”                 | 26 września 2021 roku     | LACX02 | 370 |
| Lois, przez przypadek potrąciła małego chłopca przed przedszkolem, podczas oddawania Stewiego do żłobka. Lekarz stwierdził u niej krótkowidztwo. Poddała się operacji wzroku. Po przebudzeniu, okazało się, że jest niewidoma. By podnieść na duchu innych niewidomych, zbudowała firmę „ICU”, ale wkrótce zaskoczył ją fakt, że wzrok wrócił. Tymczasem Brain, Chris, Peter i Stewie robili wszystko dla Douga by ich rodzice nie złożyli pozwu sądowego za potrącenie.                                                                      |                                  |                           |        |     |
| 2 | „Rock Hard”                      | 3 października 2021 roku  | KACX20 | 371 |
| Peter, Glen, Cleveland oraz Joe ze Steviem udali się do sklepu muzycznego. Tam ponieśli się fali wyobraźni o swych przygodach jako gwiazdy muzyki. Peter Griffin jako Jim Morrison, Elvis Presley oraz Stanleya Dwight (ojciec Eltona), Lois Griffin jako Pamela Courson i Sheila Dwight zd. Harris (matka Eltona), Stewie Griffin jako Elton John, Brian Griffin jako John Densmore z „The Doors” i Sean Hannity, Glenn Quagmire jako Ray Manzarek z „The Doors”, Joe Swanson jako Robby Krieger z „The Doors” oraz Jerome jako Muddy Waters |                                  |                           |        |     |
| 3 | „Must Love Dogs”                 | 10 października 2021 roku | KACX18 | 372 |
| Glen spotkał piękną Carrie podczas nocy Halloween. Wielką miłośniczkę psów, za którymi nie przepadał, ale dla której postanowił udawać, że jest wręcz przeciwnie. Tymczasem Stewie został okradziony ze wszystkich słodyczy halloweenowych, przez Chrisa i Petera. |                                  |                           |        |     |
| 4 | „80's Guy”                       | 17 października 2021 roku | LACX01 | 373 |
| |                                  |                           |        |     |
| 5 | „Brief Encounter”                | 24 października 2021 roku | KACX19 | 374 |
| |                                  |                           |        |     |
| 6 | „Cootie & The Blowhard”          | 7 listopada 2021          | LACX03 | 375 |
| |                                  |                           |        |     |
| 7 | „Peterschmidt Manor”             | 14 listopada 2021         | LACX04 | 376 |
| |                                  |                           |        |     |
| 8 | „The Birthday Bootlegger”        | 21 listopada 2021         | LACX05 | 377 |
| |                                  |                           |        |     |
| 9 | „The Fat Man Always Rings Twice” | 28 listopada 2021 roku    | LACX06 | 378 |
| |                                  |                           |        |     |

## Sezon 21: 2022–2023
Dnia 23 września 2020 roku stacja Fox ogłosiła przedłużenie serialu na 20. i 21 sezon.